# Walet

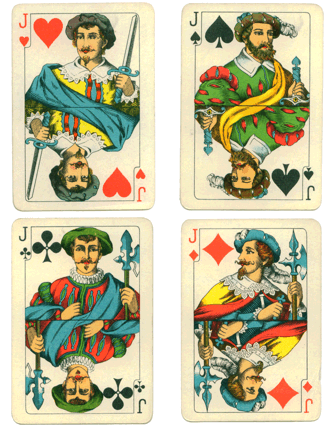
Cztery walety w popularnym w PRL-u wzorze nadreńskim.

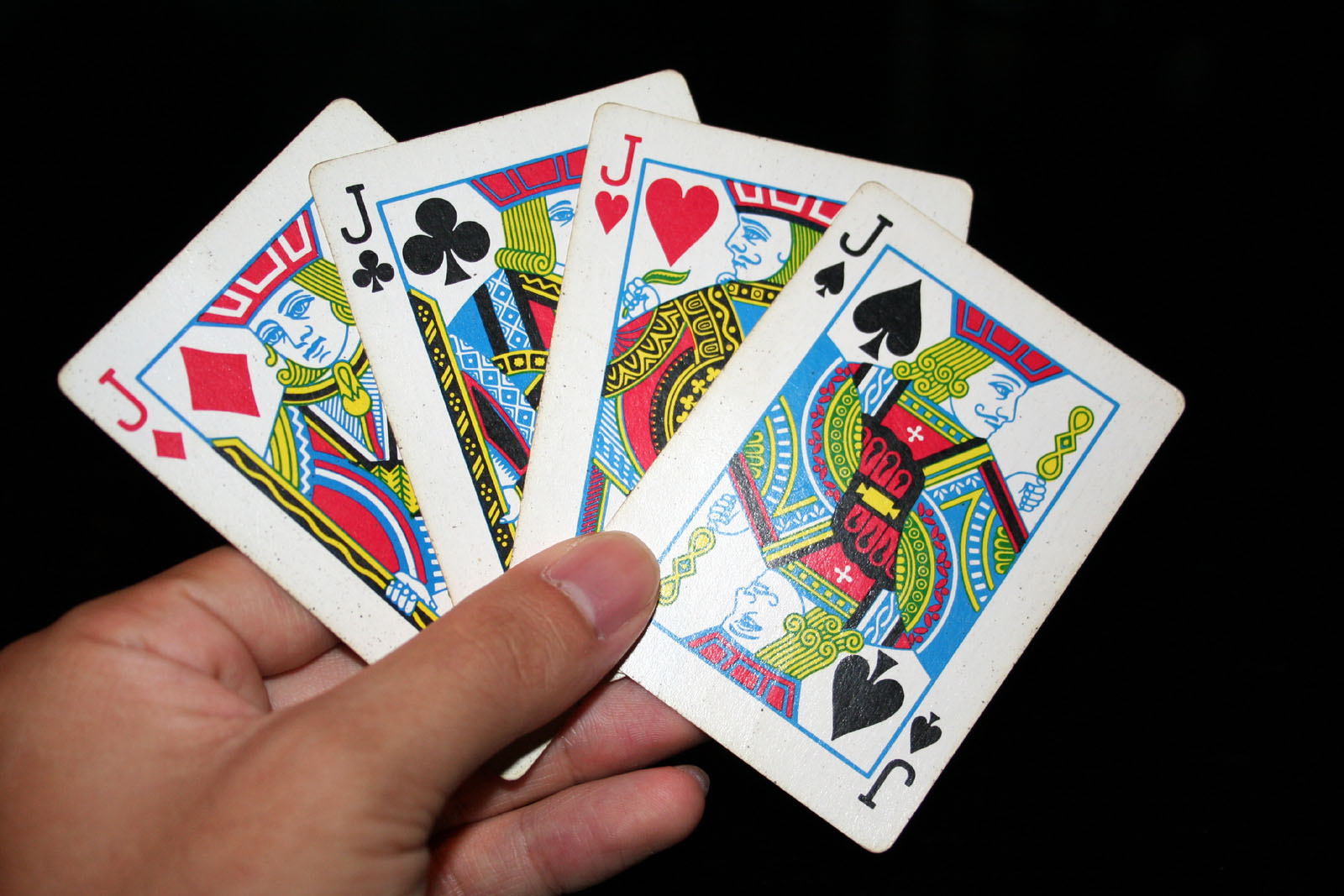
Cztery walety we wzorze anglo-amerykańskim.

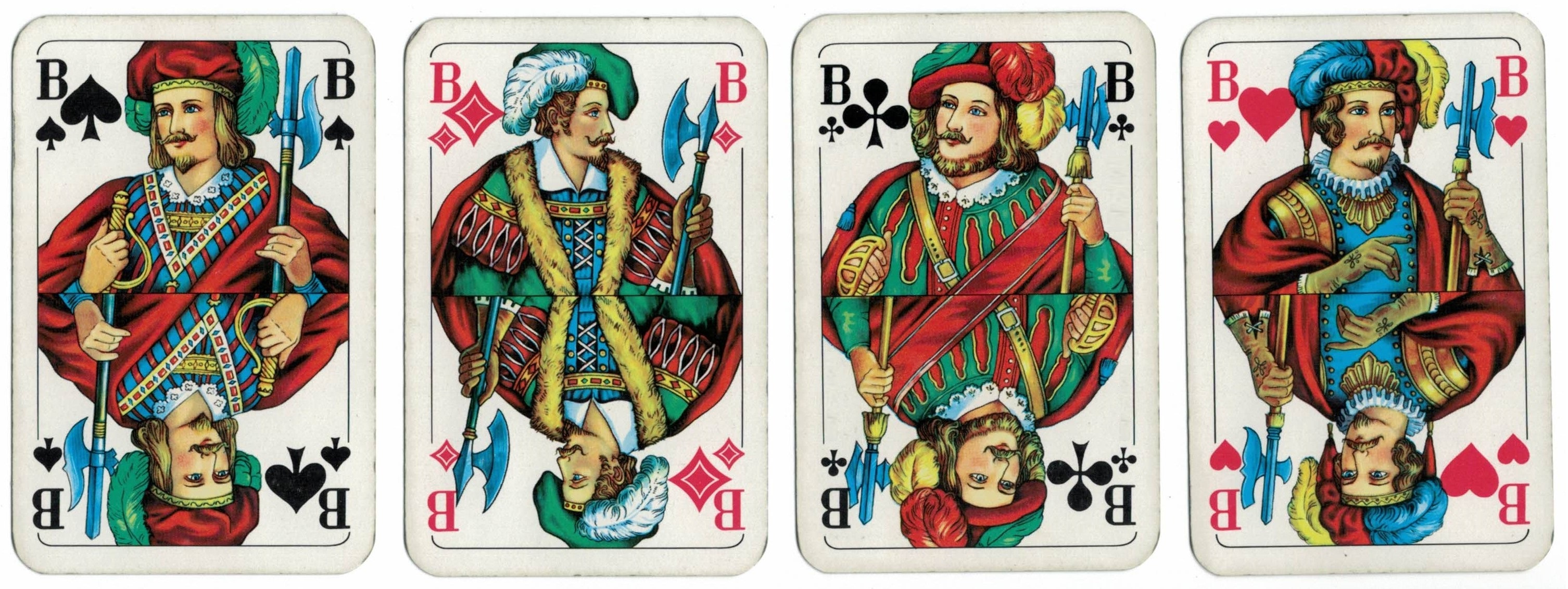
Cztery walety z kart wzoru berlińskiego

Walet (z franc. valet = giermek, pot. jopek) – karta do gry przedstawiająca najczęściej wizerunek młodego mężczyzny, zwykle giermka, rycerza lub młodego arystokratę lub księcia. W tradycyjnej hierarchii ważności kart walet funkcjonuje jako 11 karta; umiejscowiony jest między 10 a damą (w taliach tarotowych między 10 a jeźdźcem). Waleta zalicza się (obok króla i damy) do tzw. figur, gdzie jest on najmłodszą z nich. Talia kart do gry zawiera cztery walety, po jednym w każdym kolorze (trefl, karo, kier i pik). Odpowiednikiem waleta w tradycyjnych kartach polskich jest niżnik.

## Oznaczanie waletów
Walet posiada różne oznaczenia, w zależności od tego, w jakiej wersji językowej wyprodukowano daną talię:
- w wersji polskiej – W
- w wersji angielskiej - J (jack) - najpowszechniej używane oznaczenie
- w wersji francuskiej – V (valet)
- w wersji szwedzkiej – Kn (knekt)
- w wersji niemieckiej i holenderskiej – B (Bube, Boer)
  - oznaczenie to występuje też w rosyjskiej wersji kart- В (валет, walet), gdyż wizualnie cyrylicka wielka litera В jest identyczna z łacińską B.

W Polsce waleta od litery J nazywa się popularnie jopkiem, jupkiem lub józkiem. W języku angielskim funkcjonuje także inne słowo oznaczające waleta - knave, jednak oznaczenie od tego słowa jest bardzo rzadko używane z uwagi na możliwość pomylenia z oznaczeniem króla (K) lub jeźdźca (Kn).

## Wygląd waletów

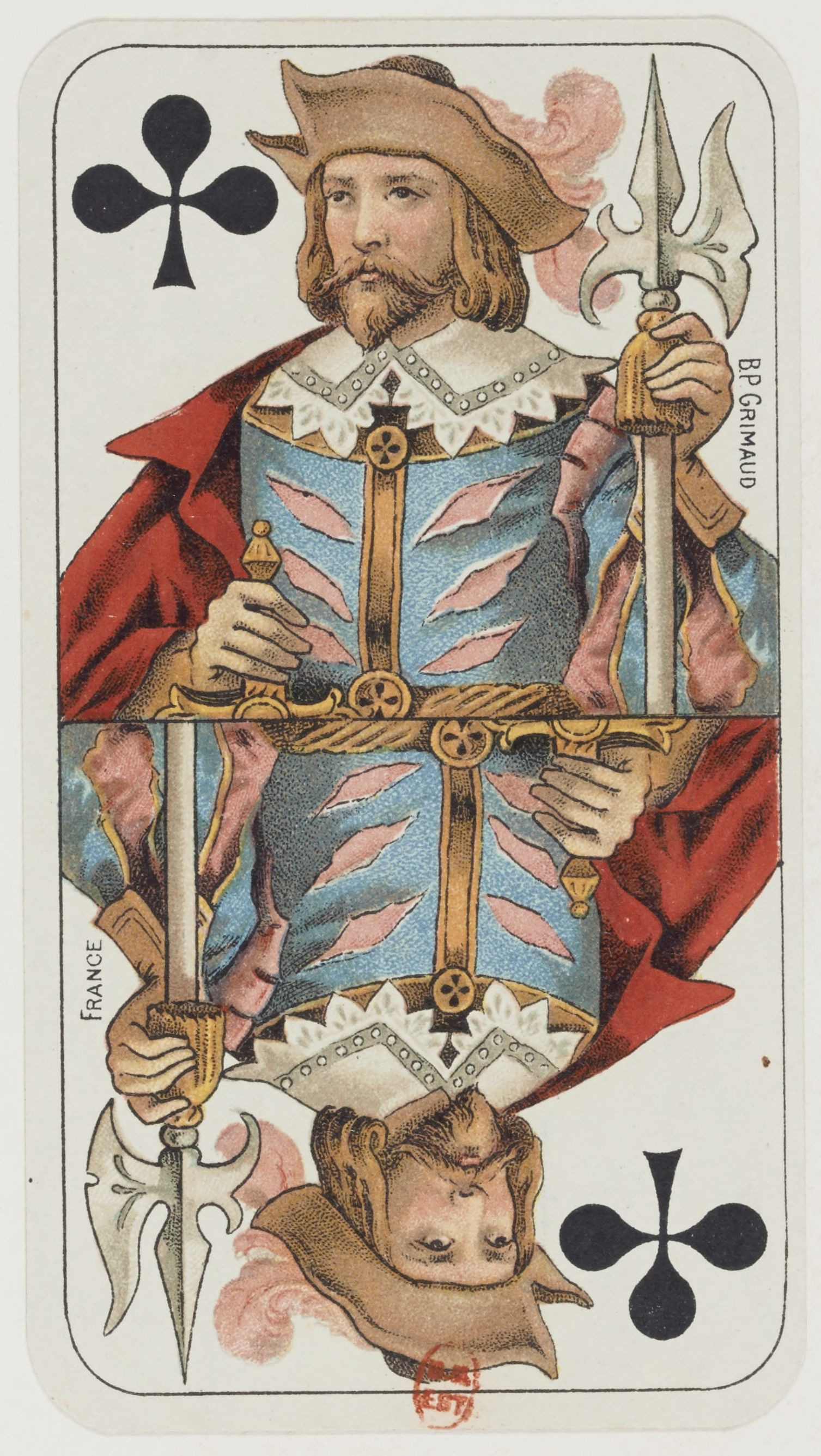
walet trefl
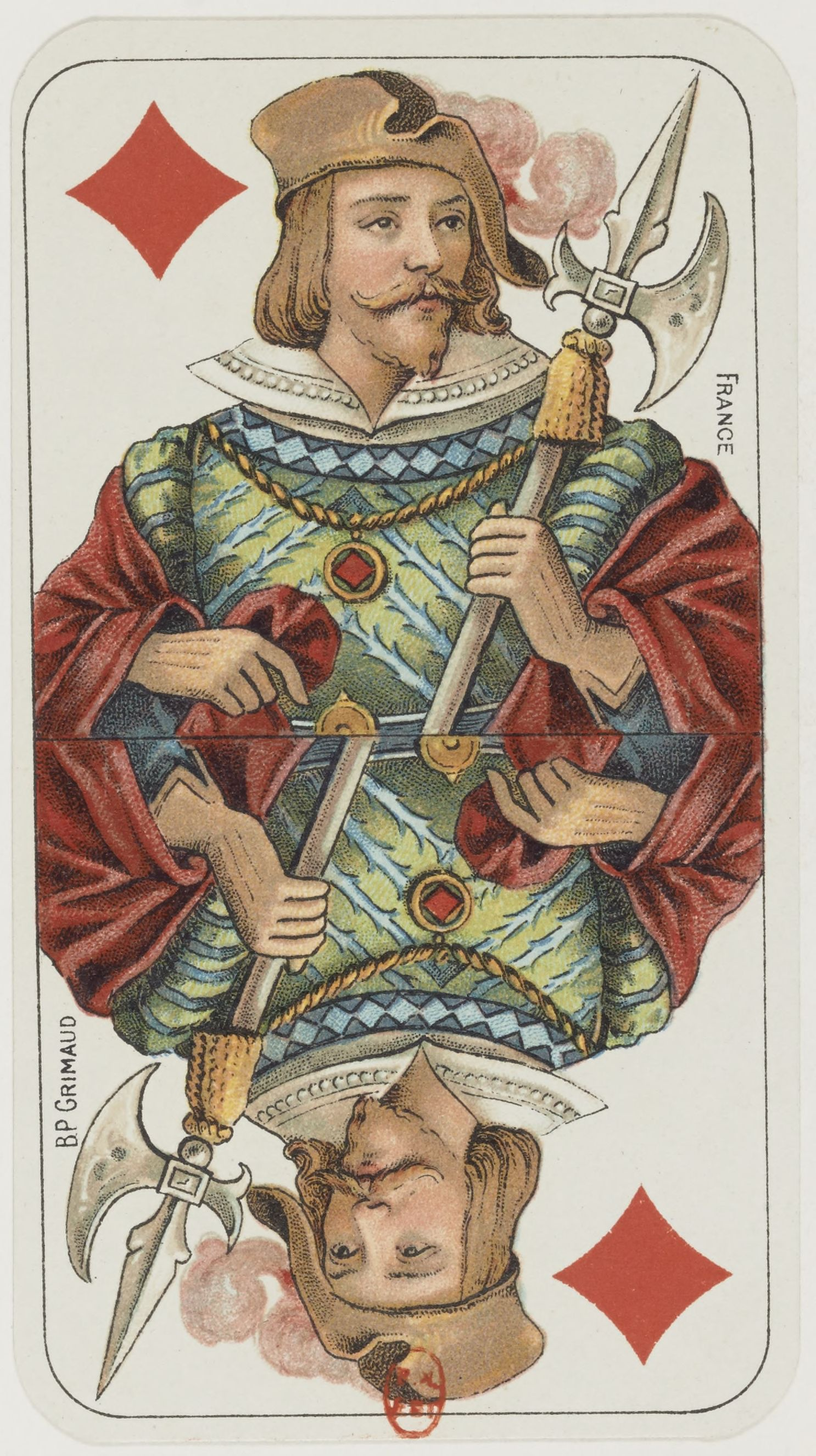
walet karo
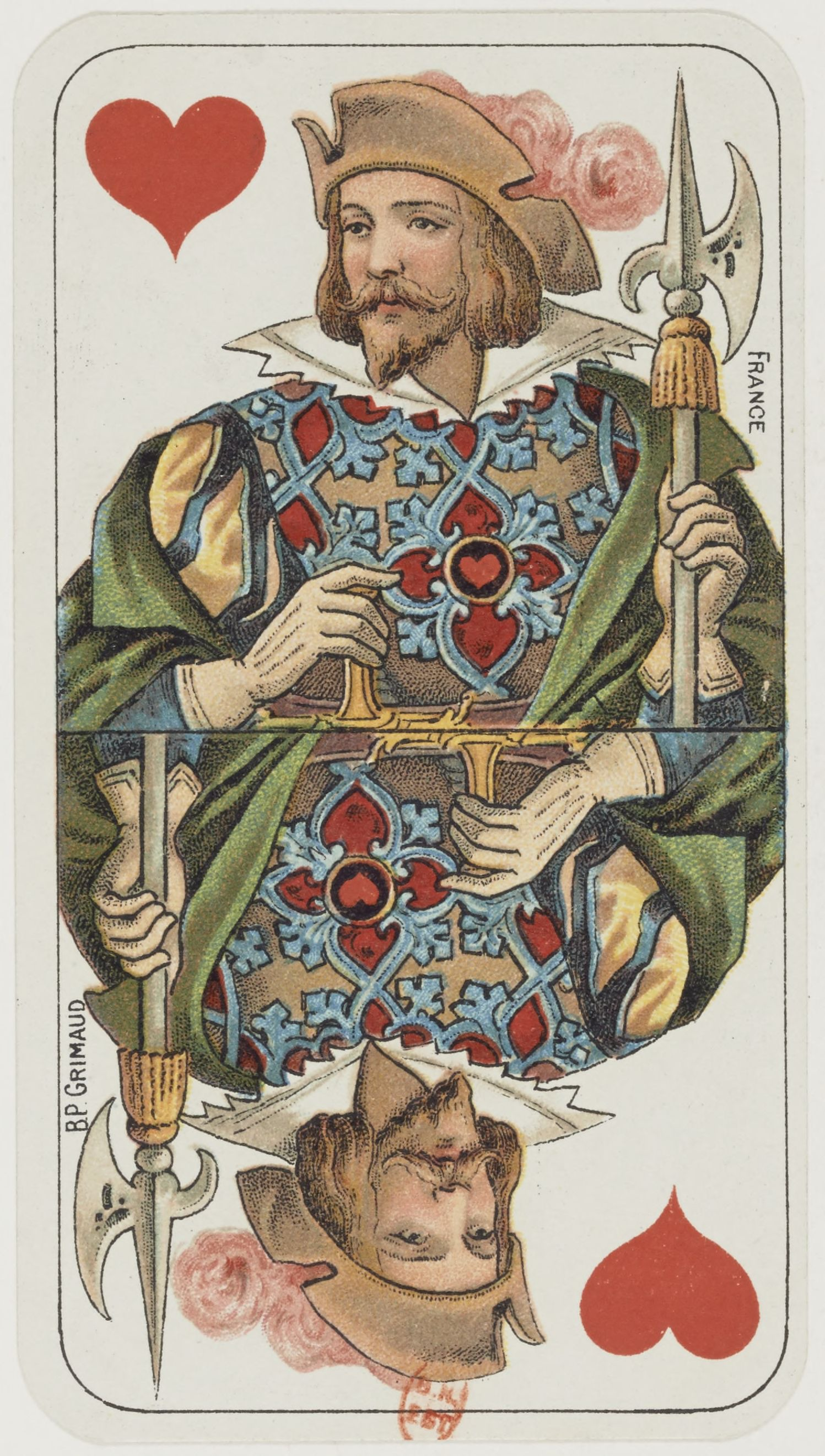
walet kier
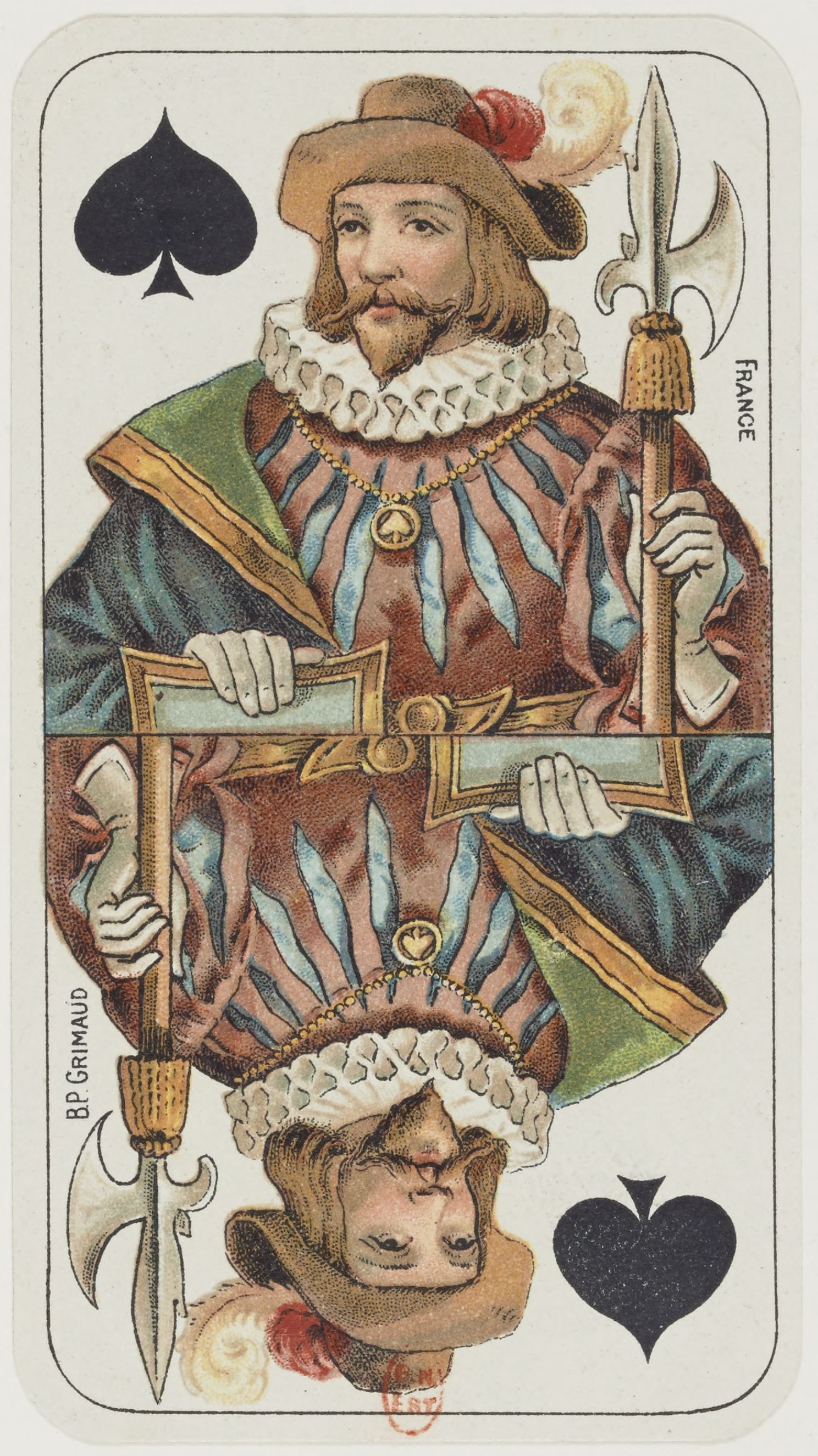
walet pik

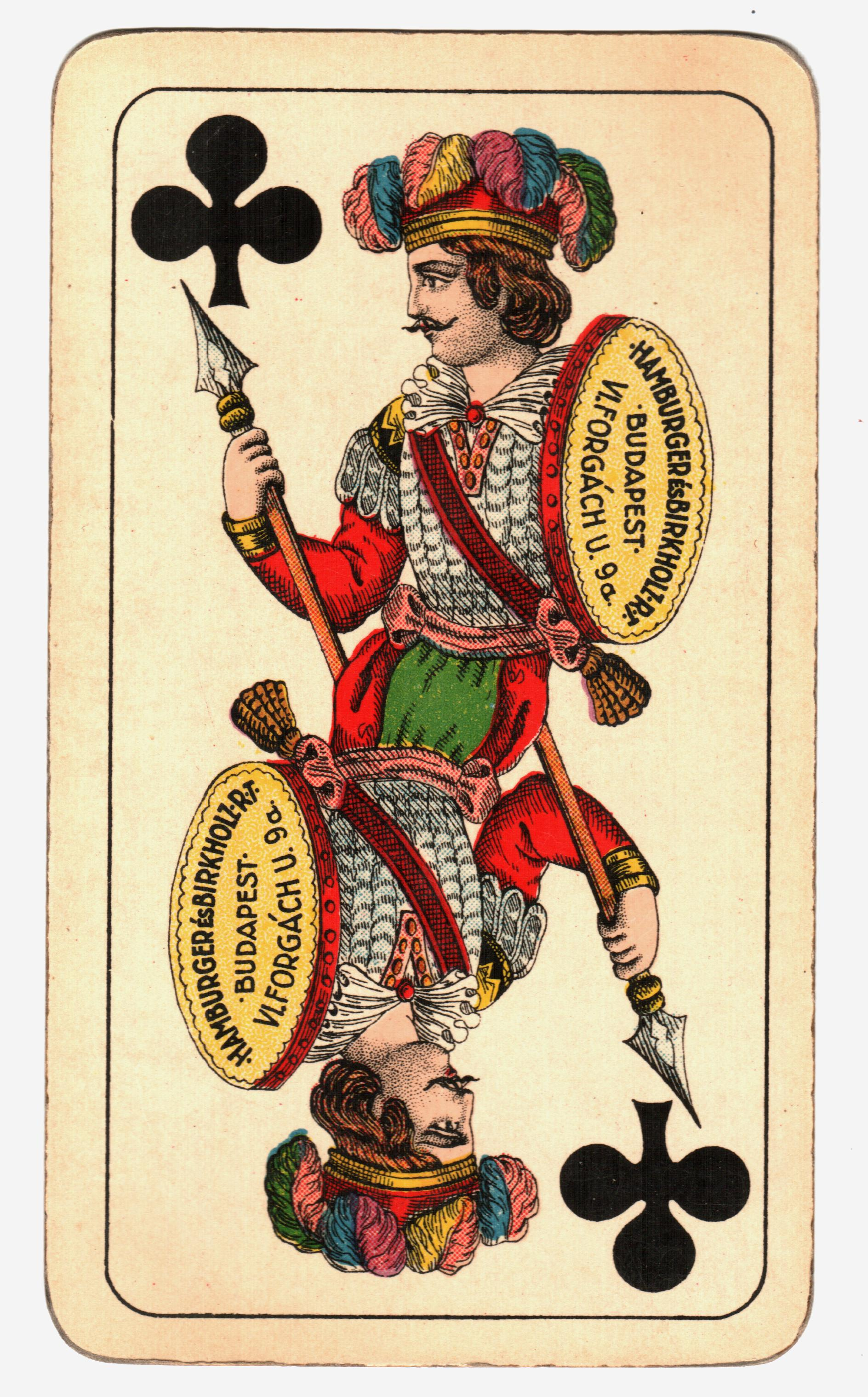
walet trefl
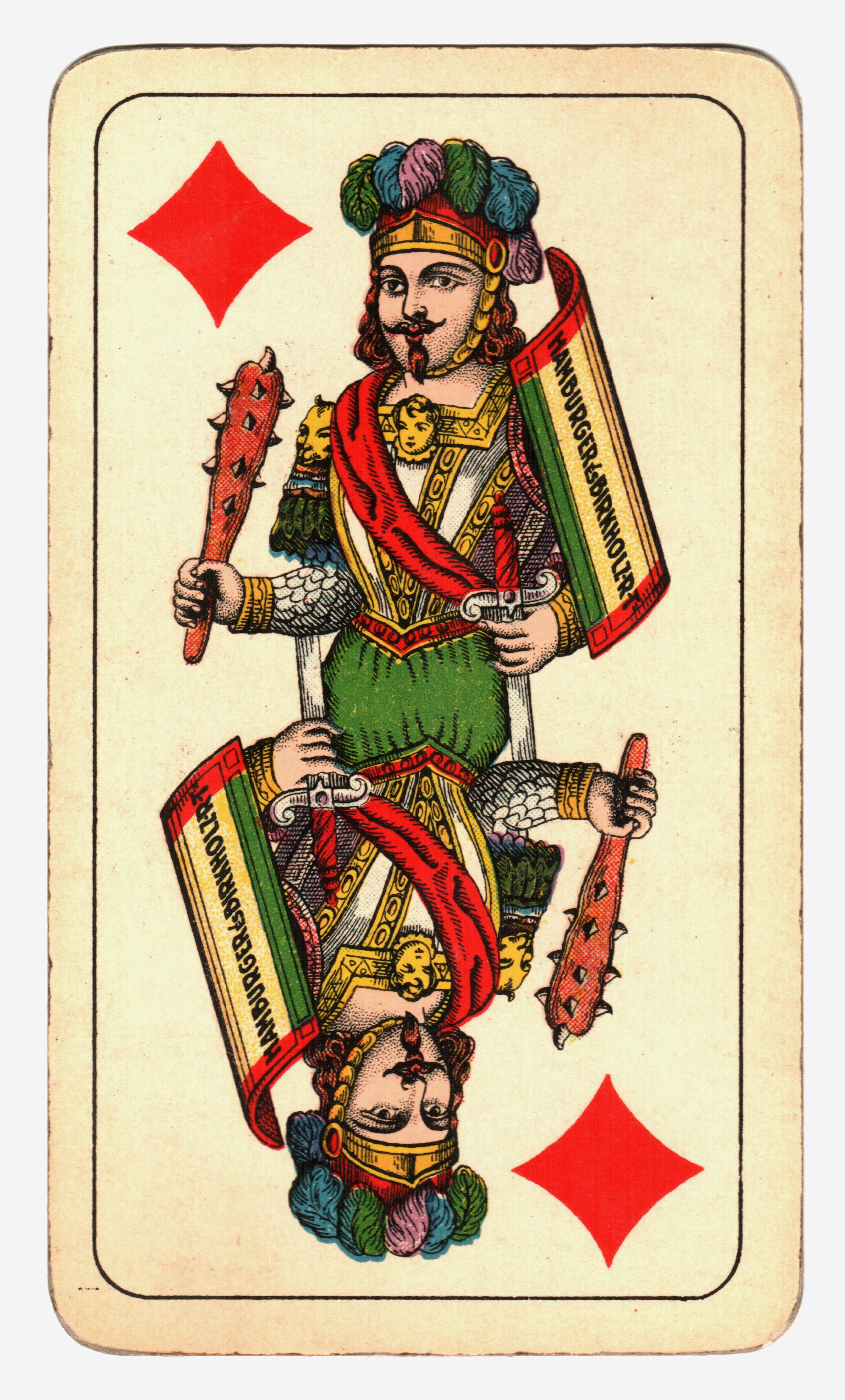
walet karo
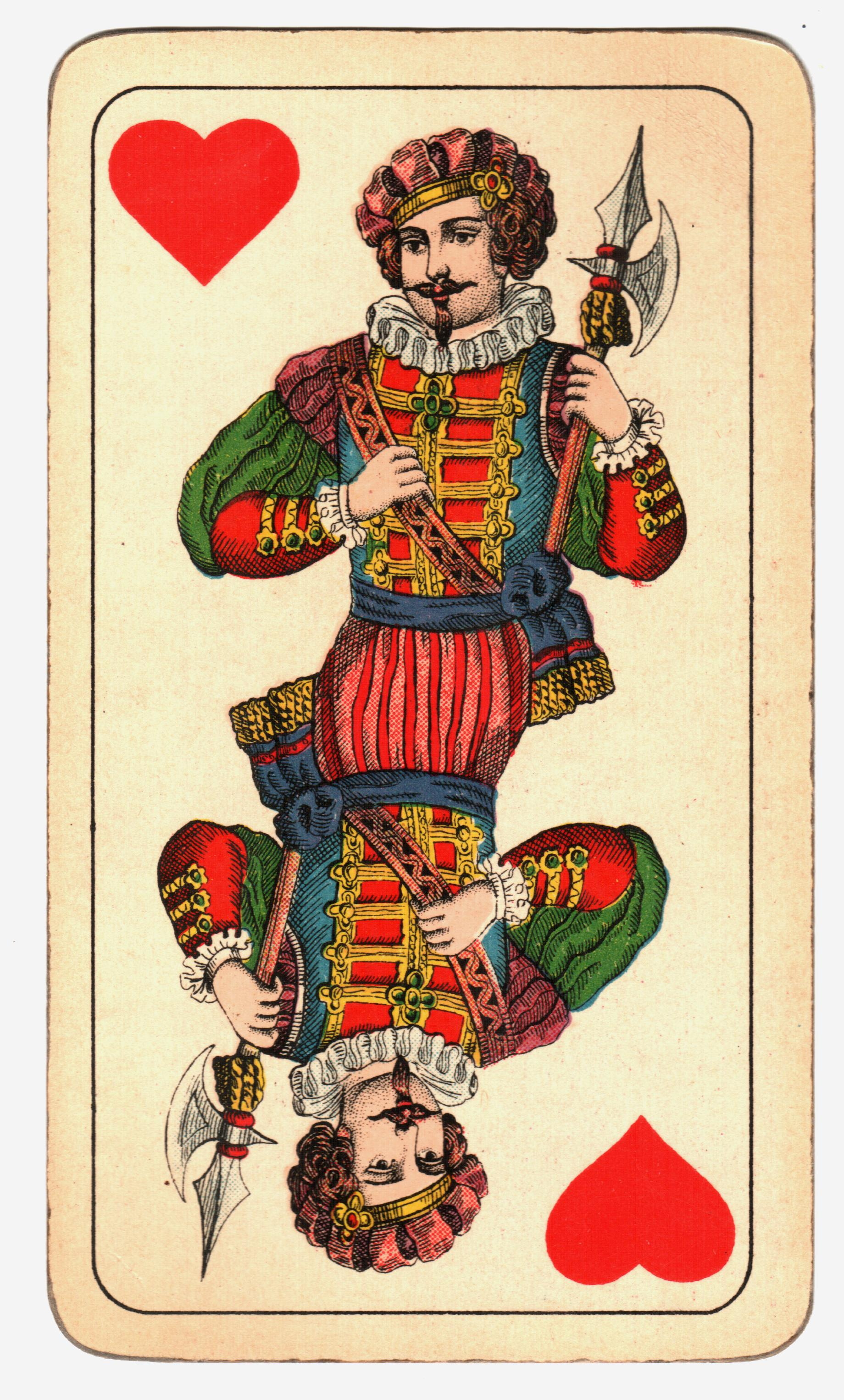
walet kier
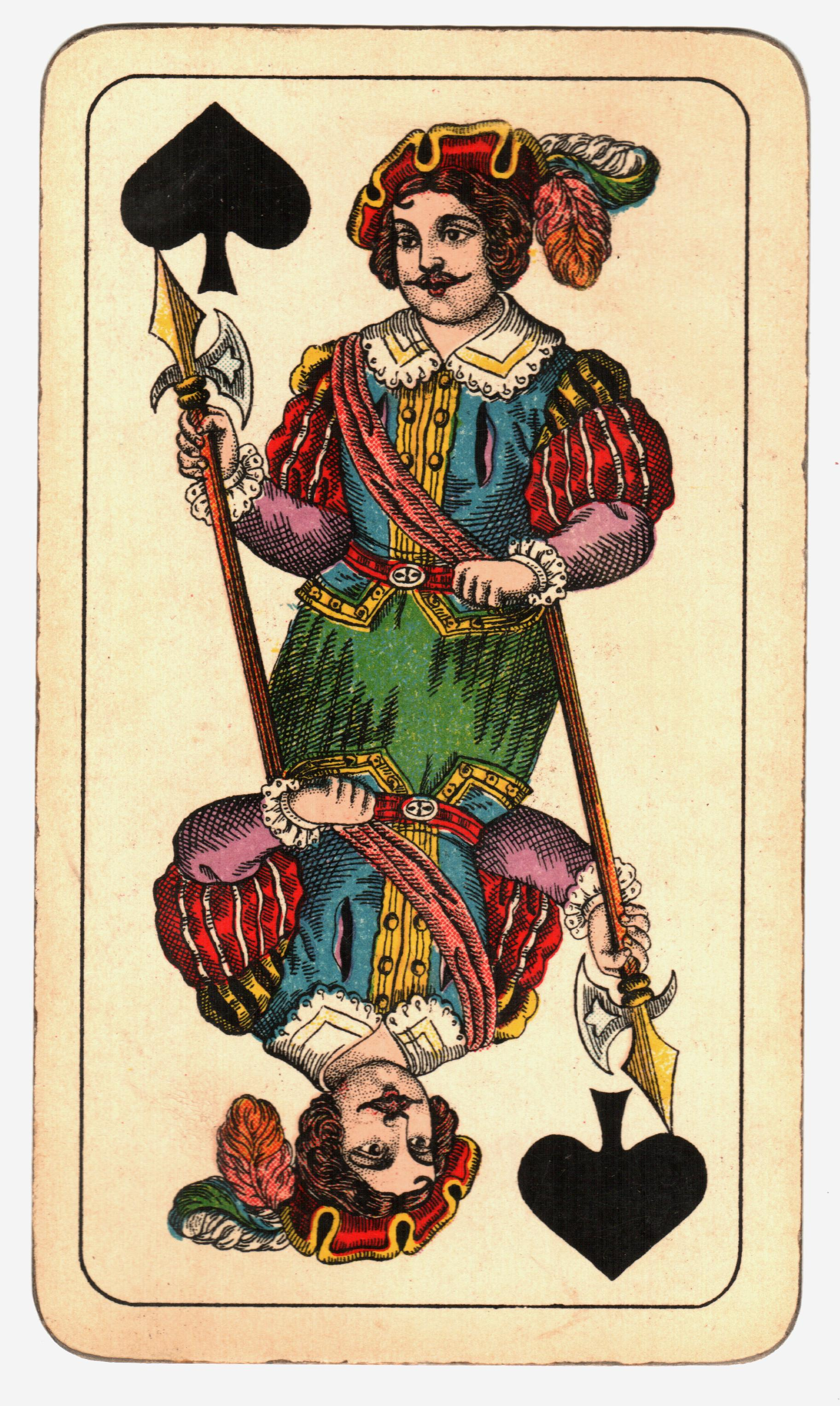
walet pik

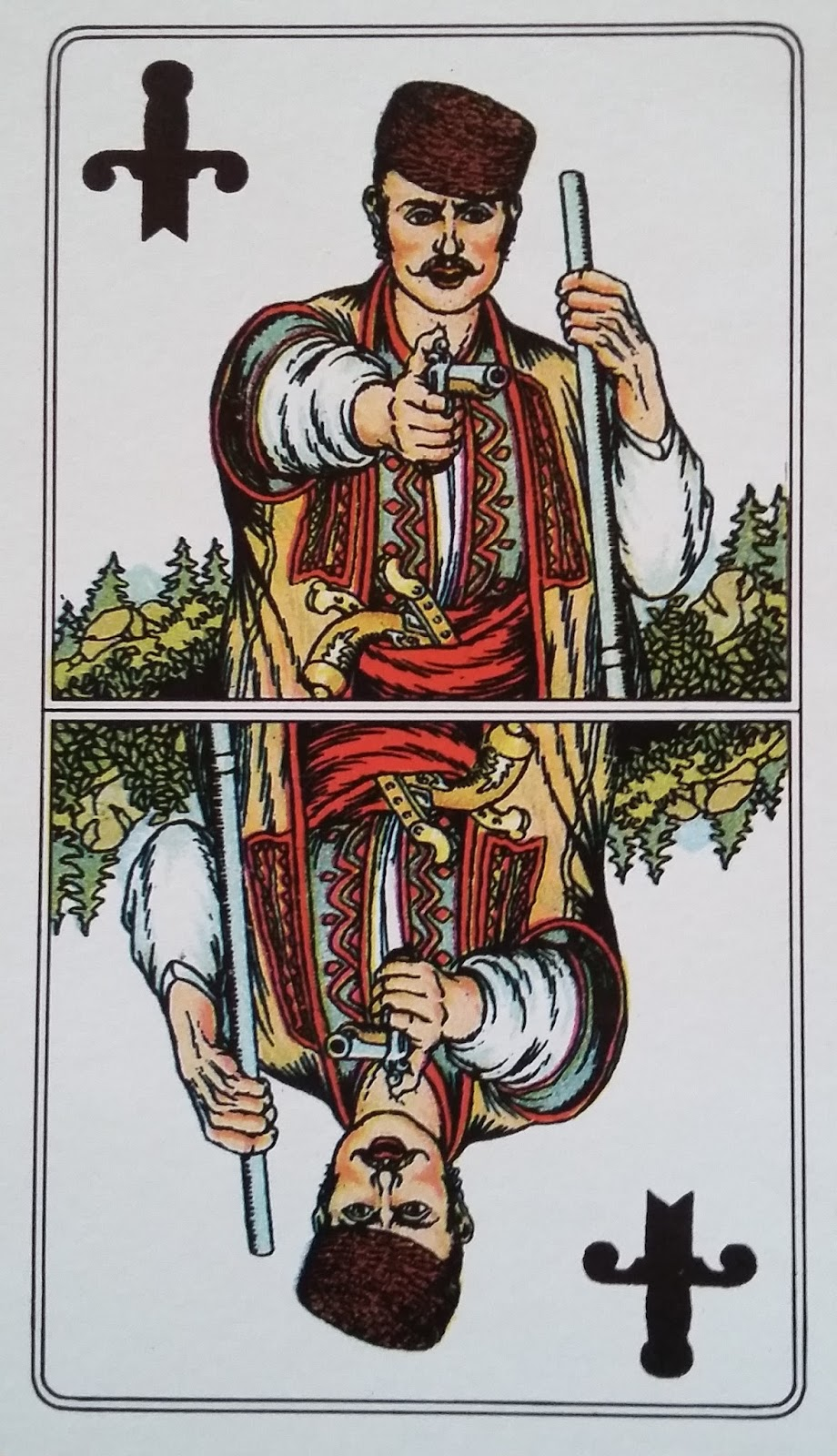
walet trefl
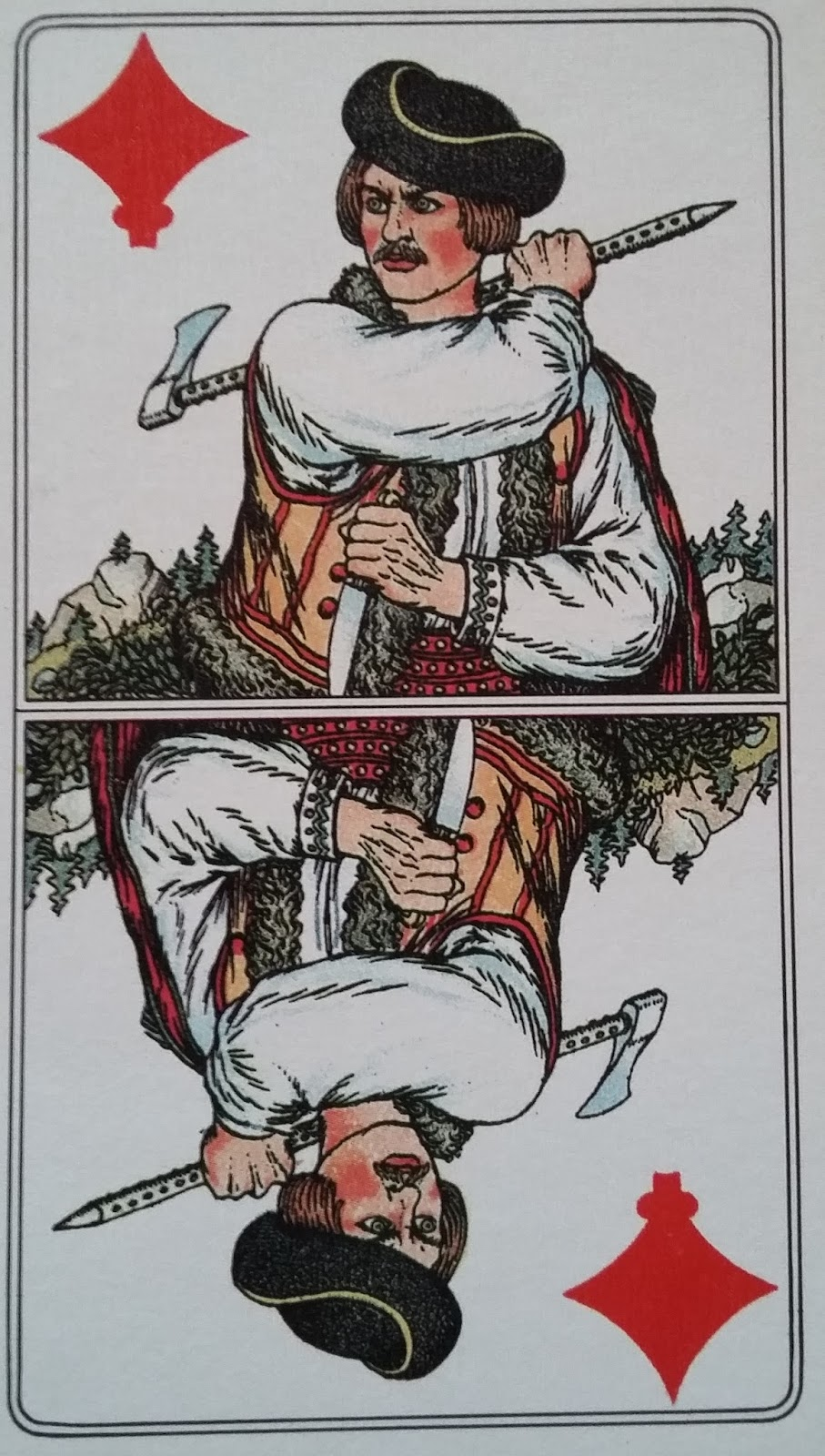
walet karo
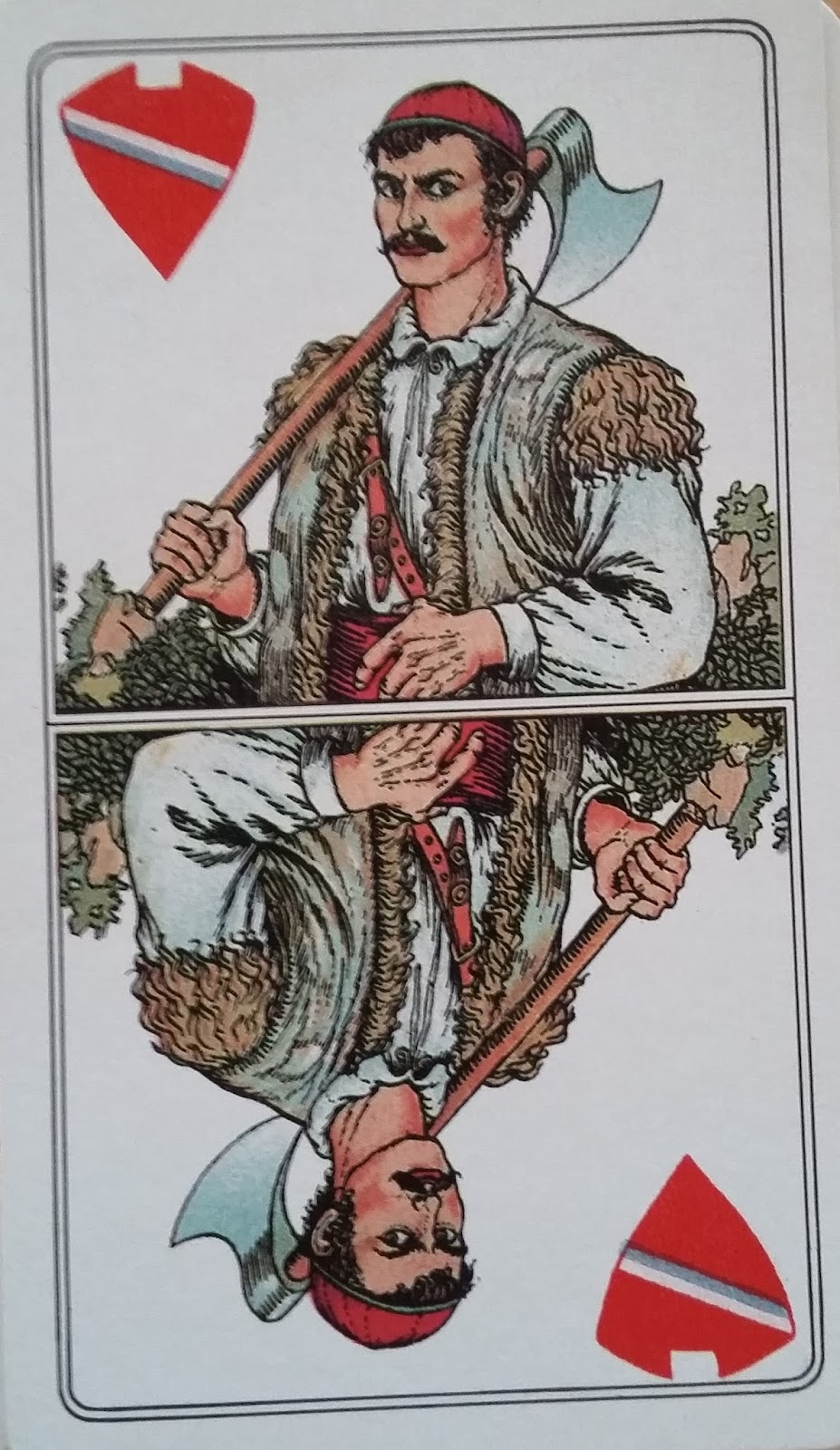
walet kier
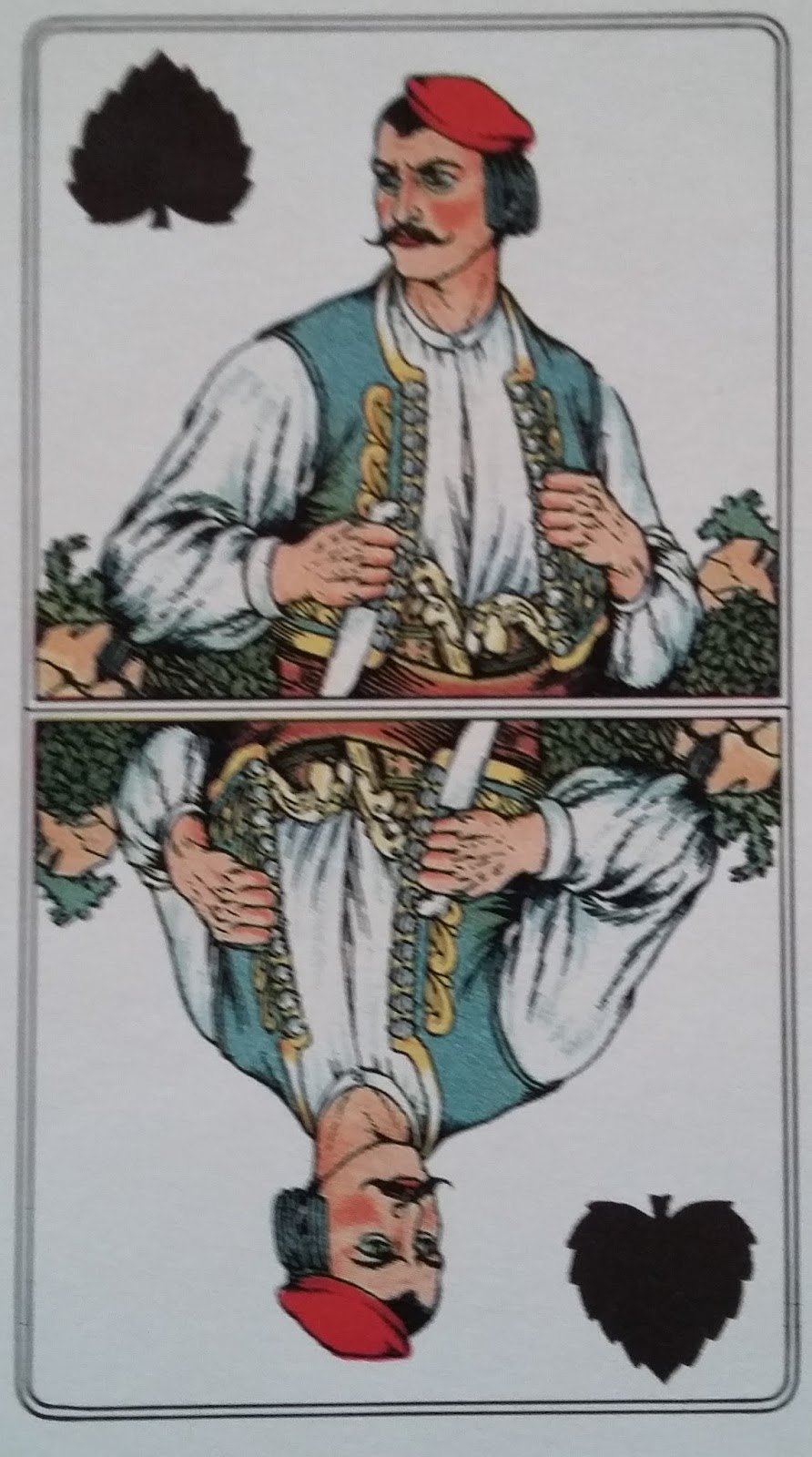
walet pik

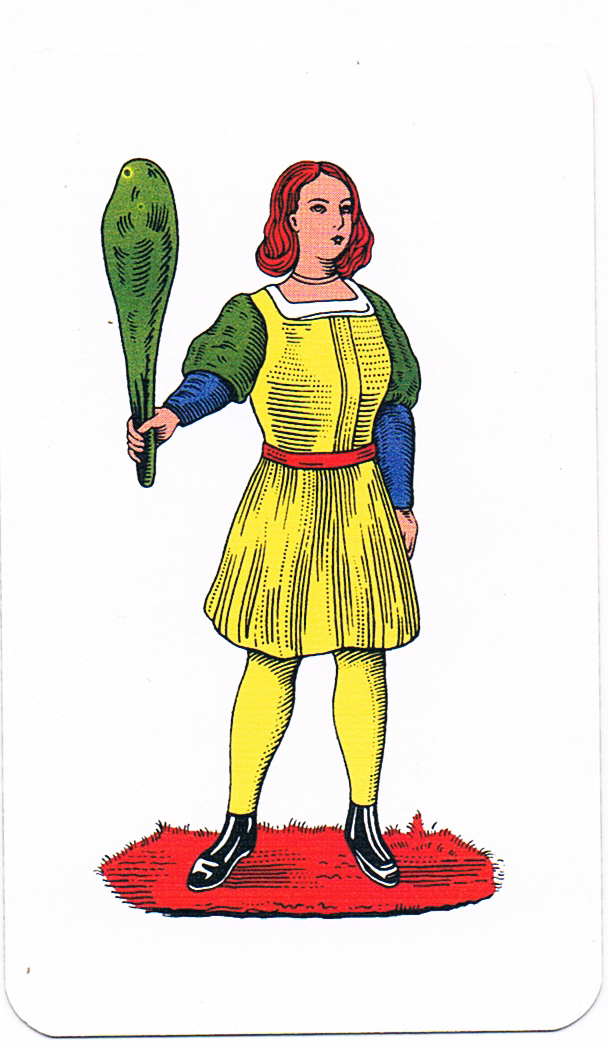
pani maczug
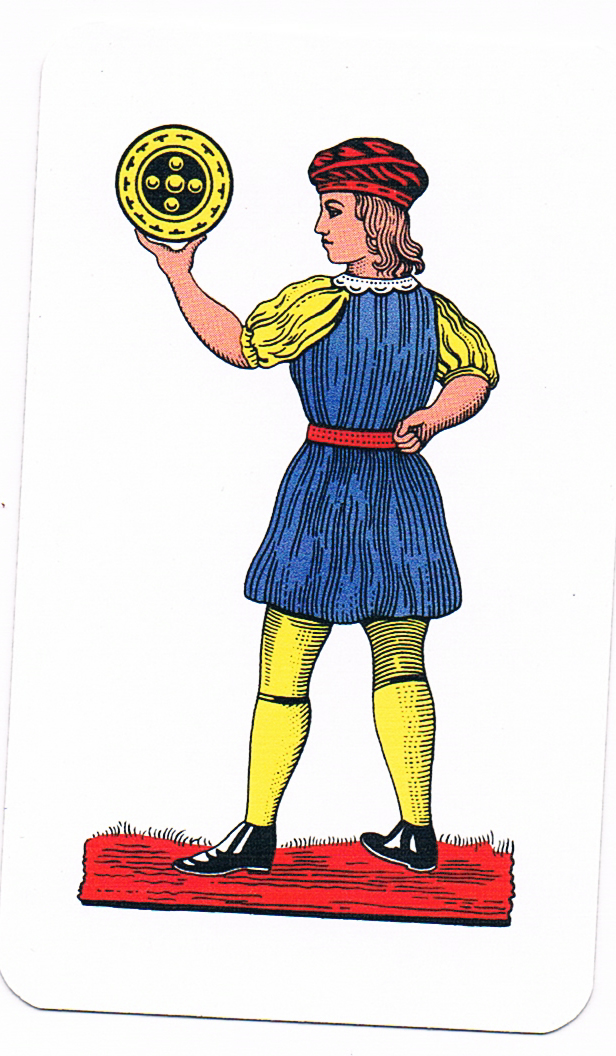
pani monet
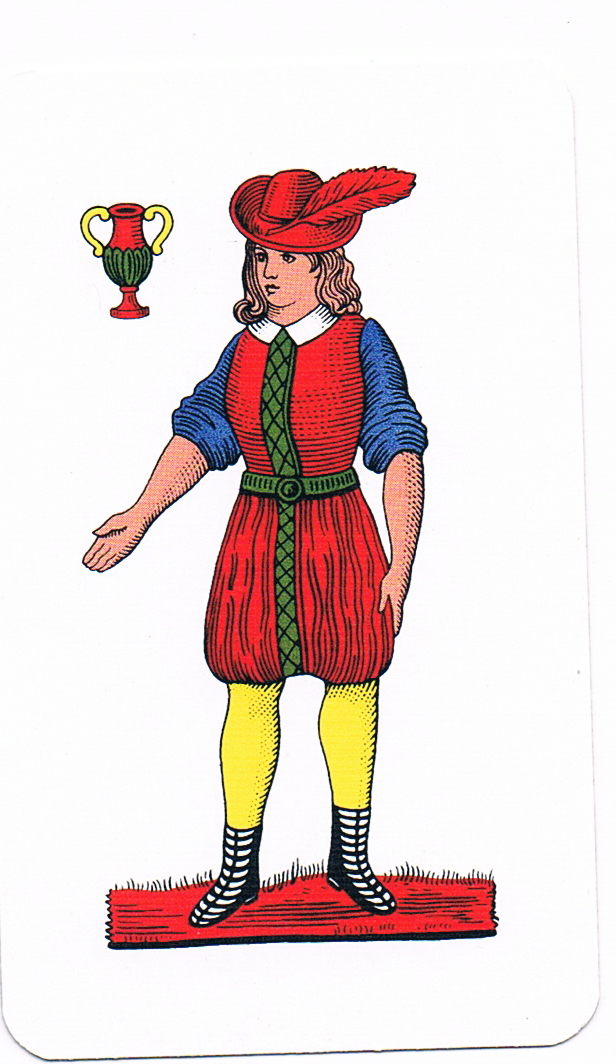
pani kielichów
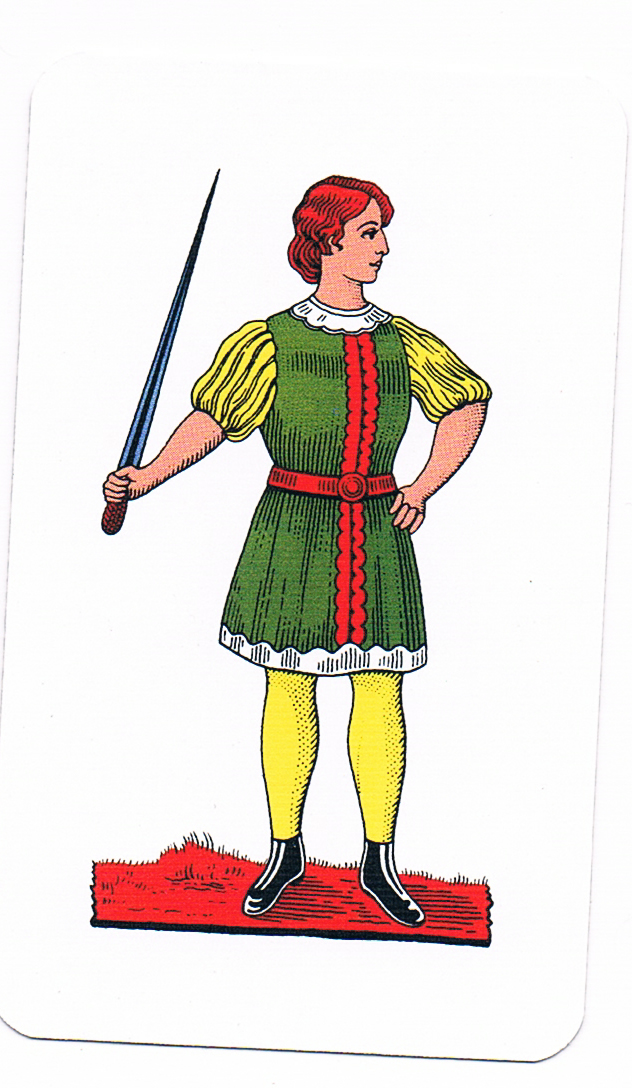
pani mieczy

- z wzoru francuskiego (jednogłowego) o oznaczeniu literowym V (Valet):

walet trefl
walet karo
walet kier
walet pik

- z wzoru francuskiego (dwugłowego) o oznaczeniu literowym J (Jack):

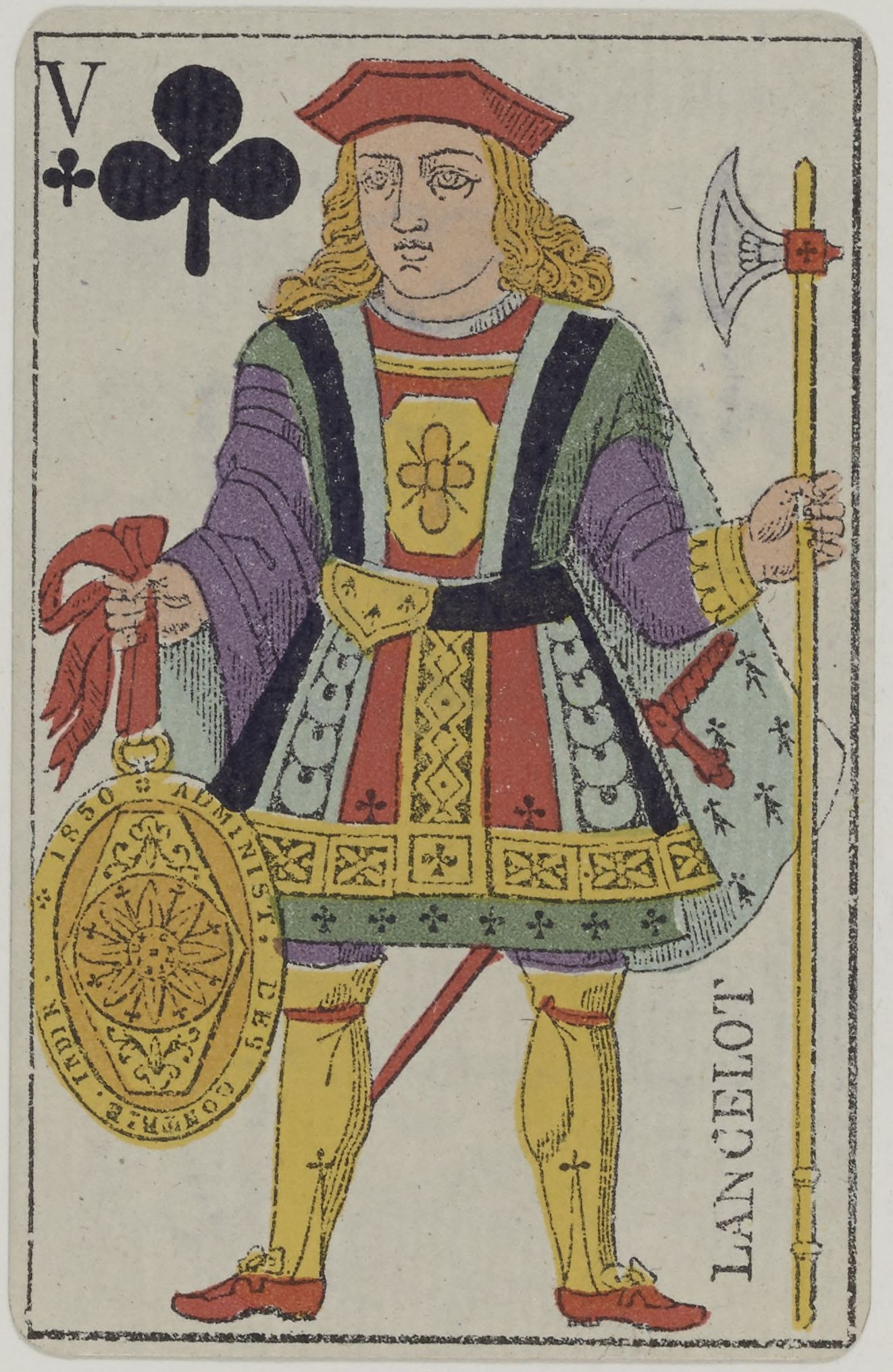
walet trefl
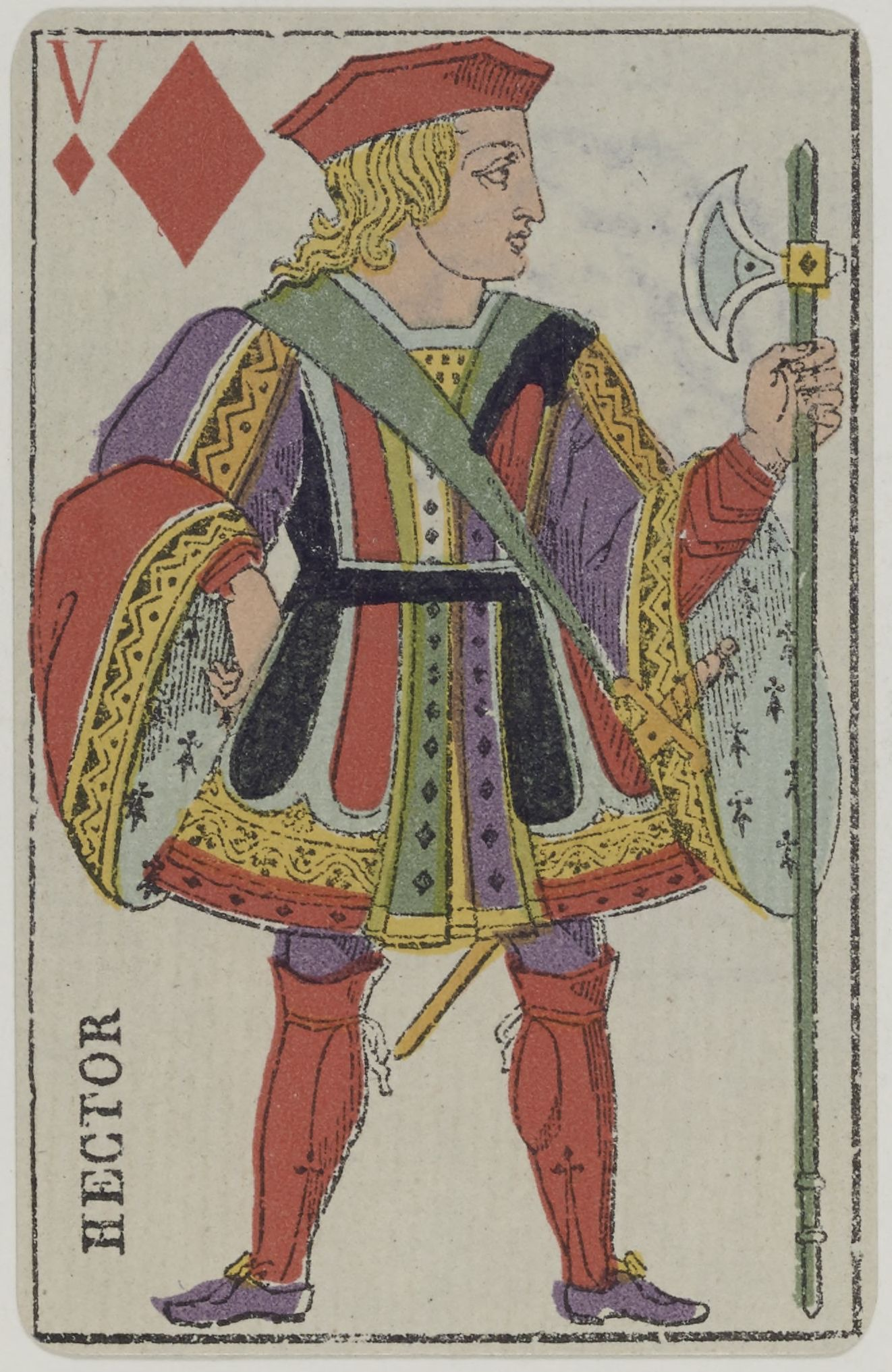
walet karo
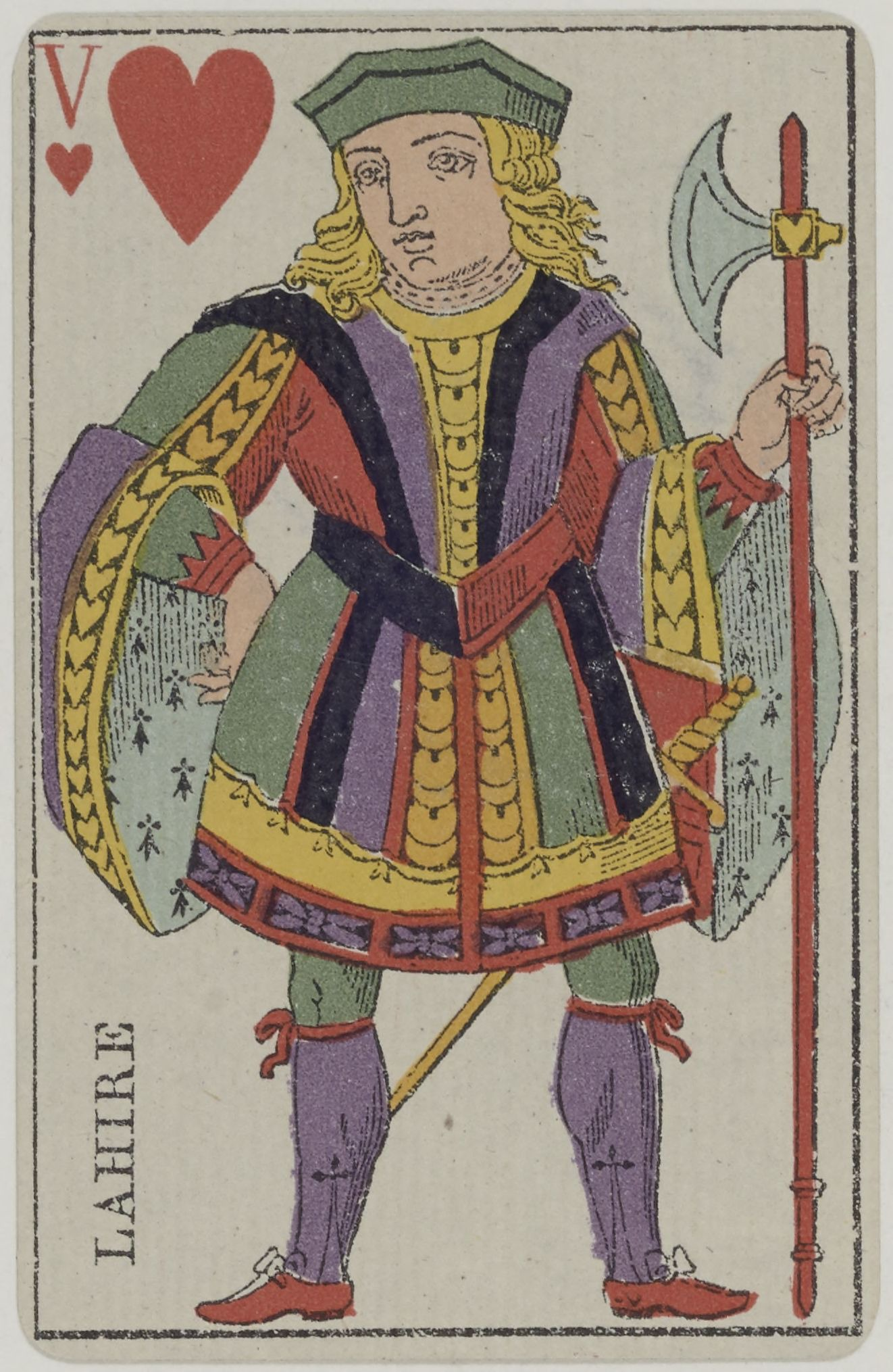
walet kier
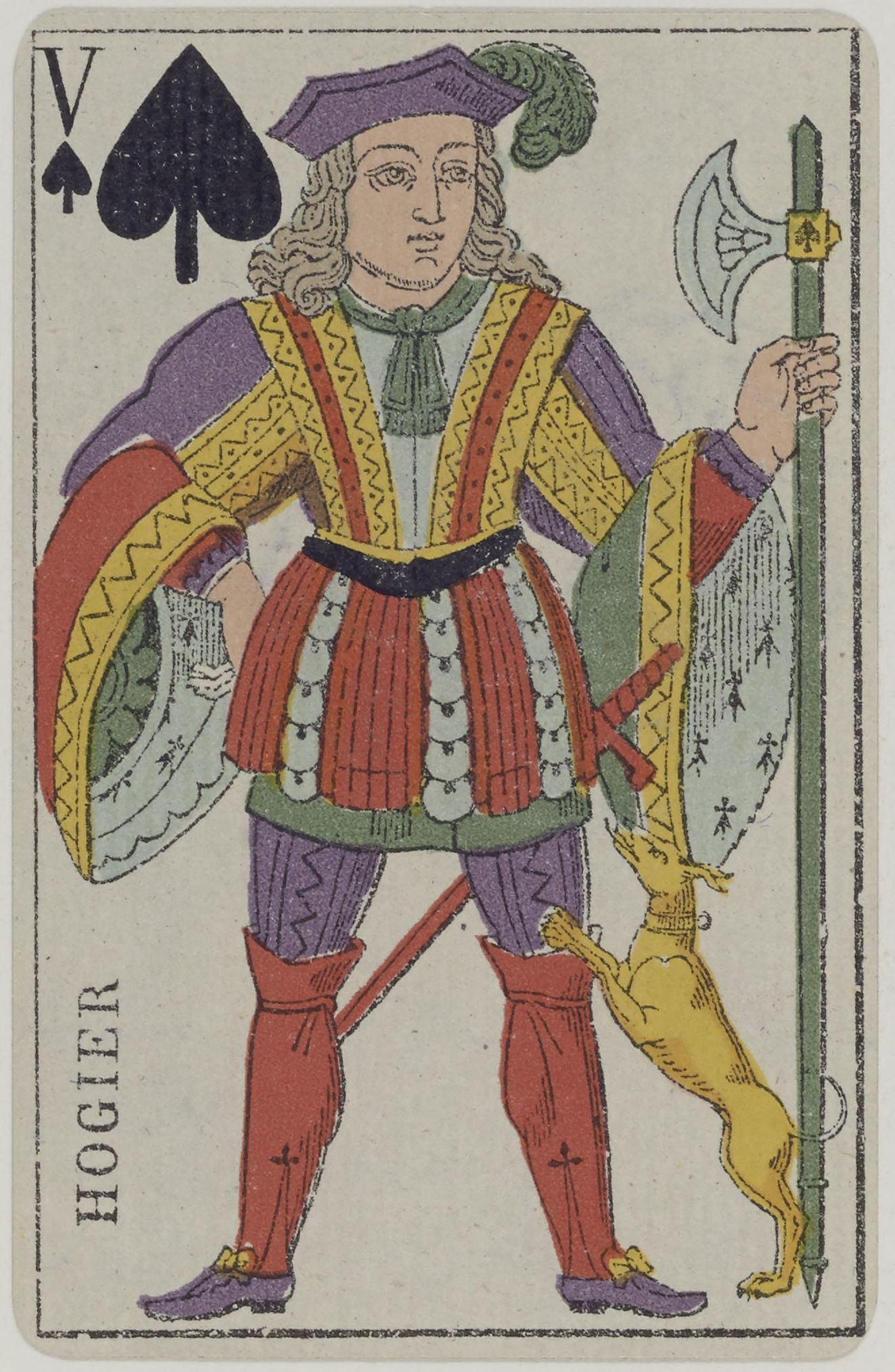
walet pik

- z wzoru francuskiego (dwugłowego) o oznaczeniu literowym V (Valet):

walet trefl
walet karo
walet kier
walet pik

- z wzoru francuskiego (dwugłowego) o oznaczeniu literowym B (Bube):

walet trefl
walet karo
walet kier
walet pik

- z wzoru rosyjskiego o oznaczeniu literowym B (Валет):

walet trefl
walet karo
walet kier
walet pik

- z tarota francuskiego:

- walet trefl
- walet karo
- walet kier
- walet pik

- z talii "Industrie und Glück":

- walet trefl
- walet karo
- walet kier
- walet pik

- z talii "Smrekarjev tarok":

- walet trefl
- walet karo
- walet kier
- walet pik

- ze wzoru Bergamo

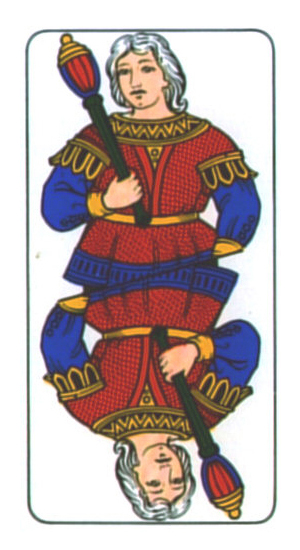
walet maczug
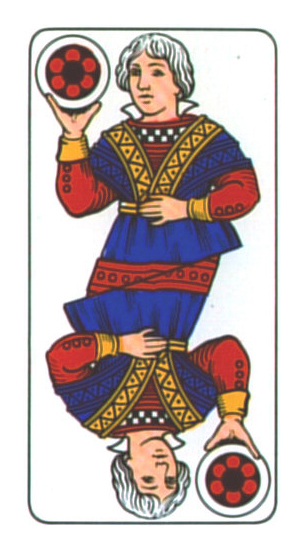
walet monet
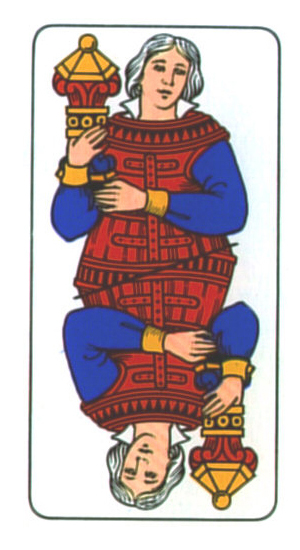
walet kielichów
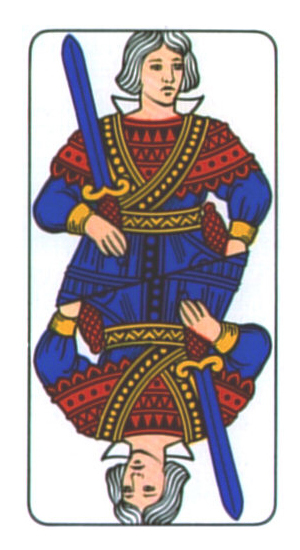
walet mieczy

- z talii Trappola

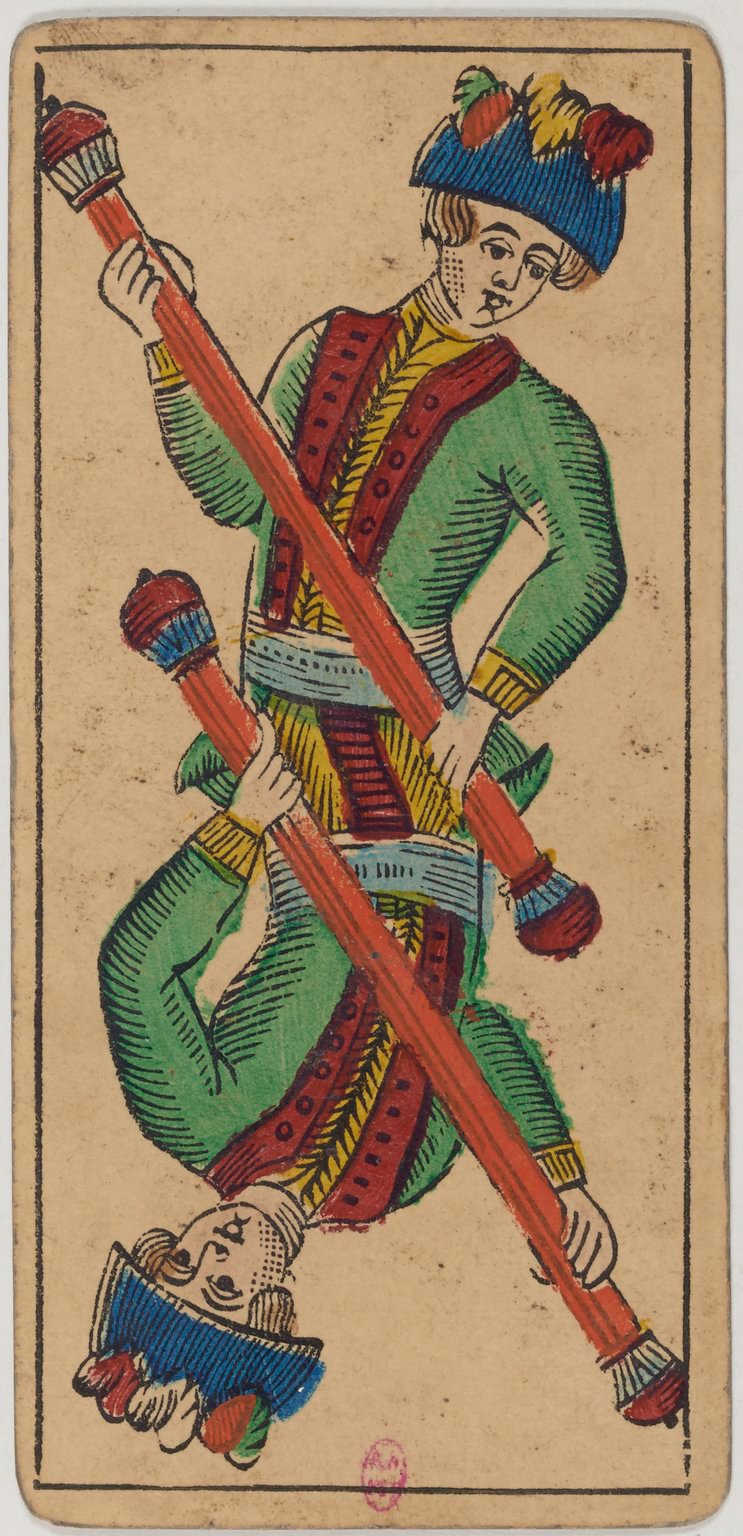
walet maczug
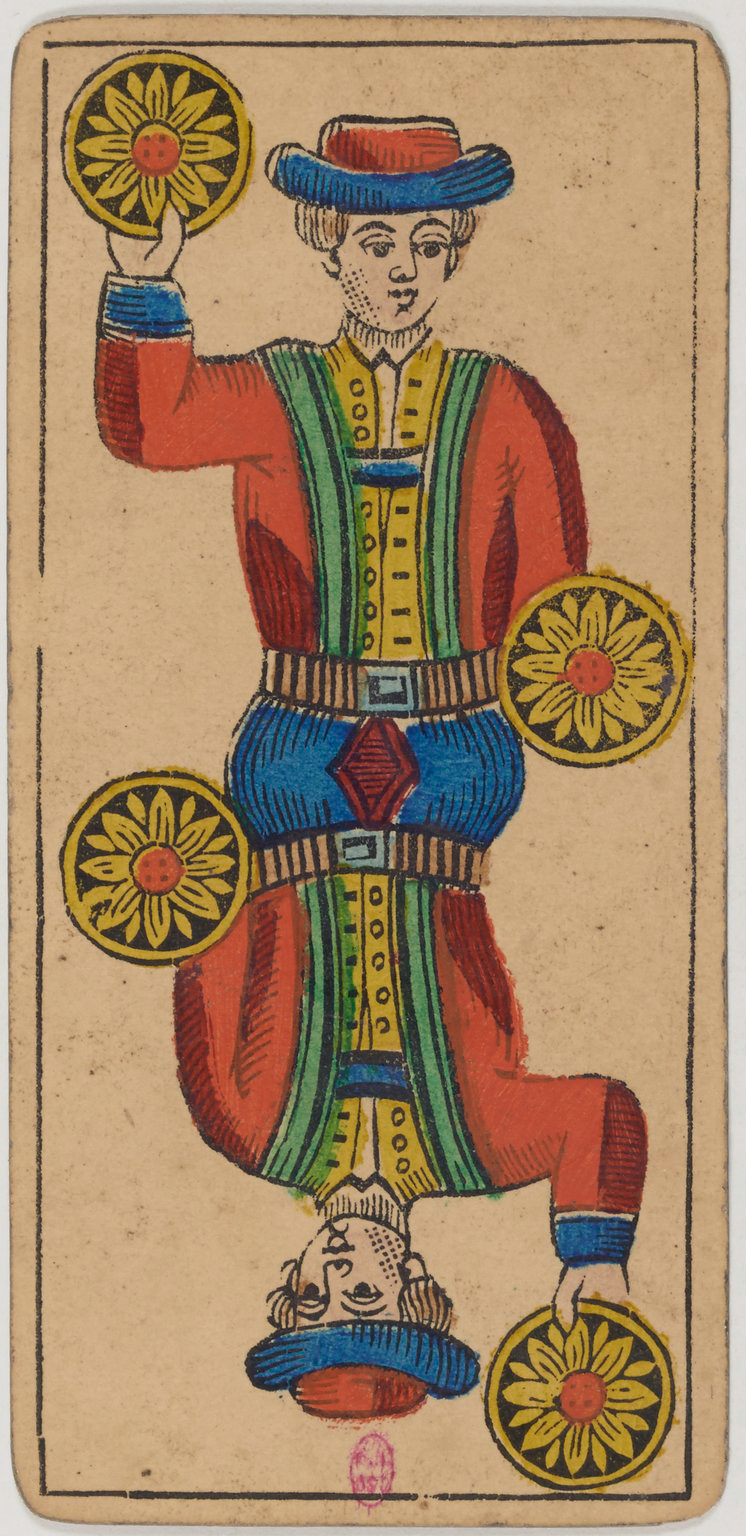
walet kwiatów
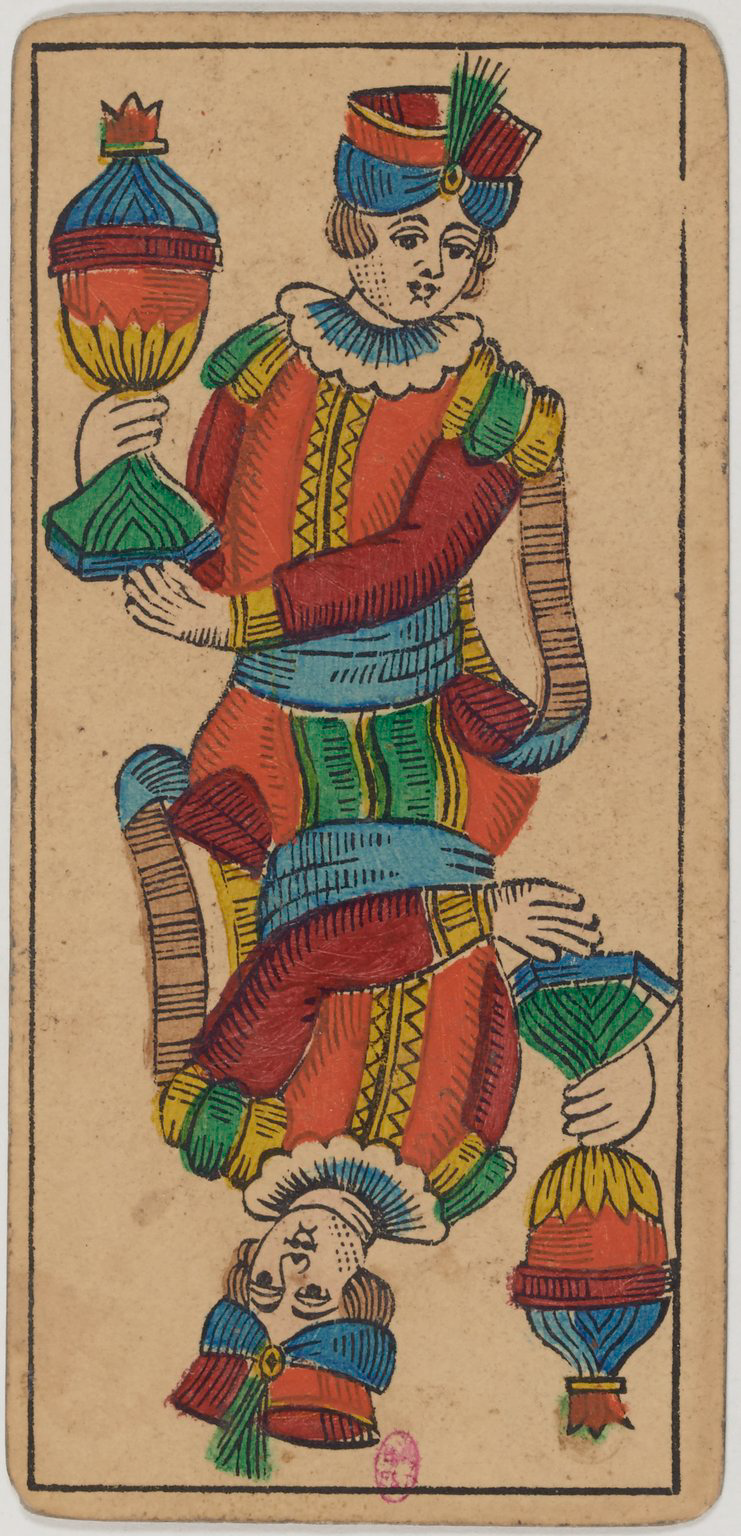
walet kielichów
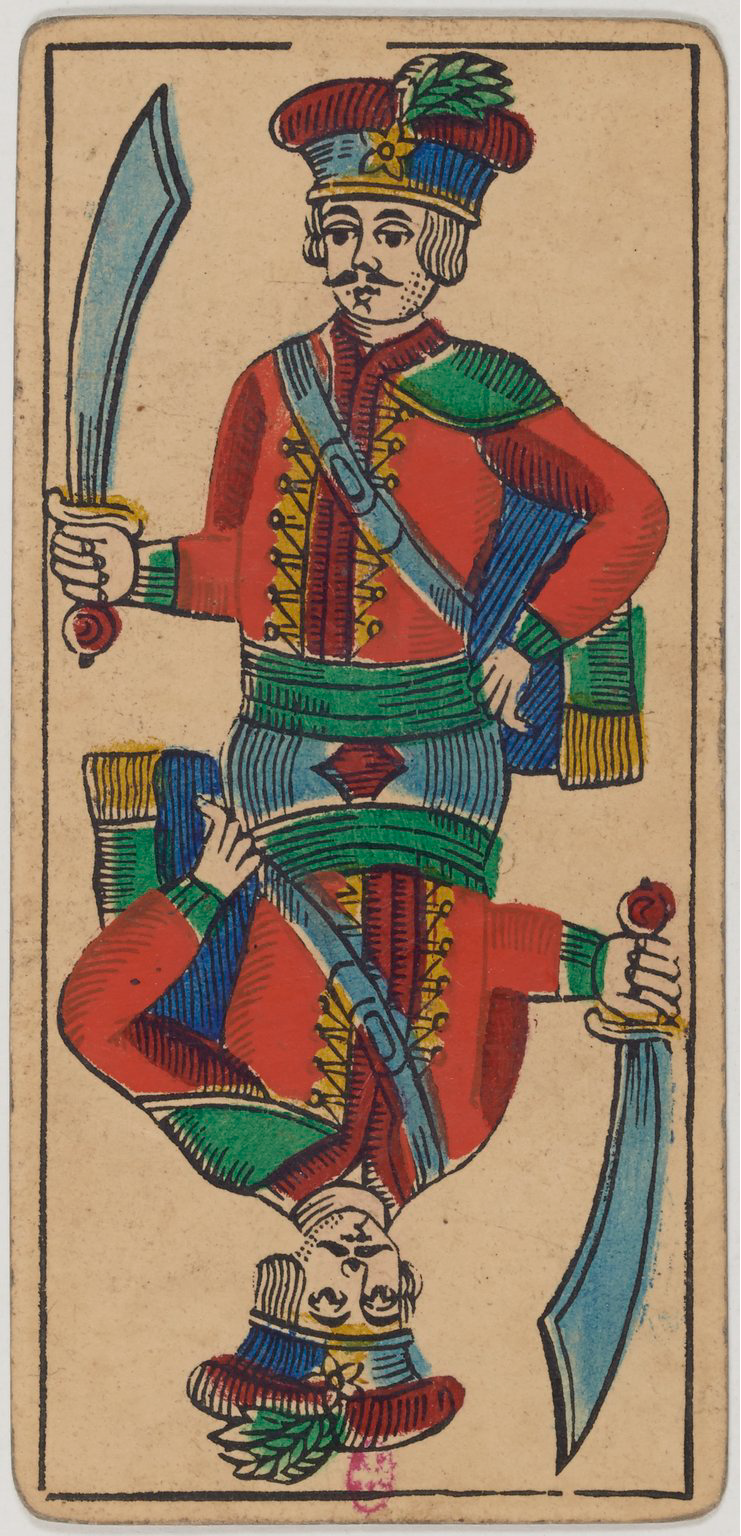
walet mieczy

- z tarota marsylskiego:

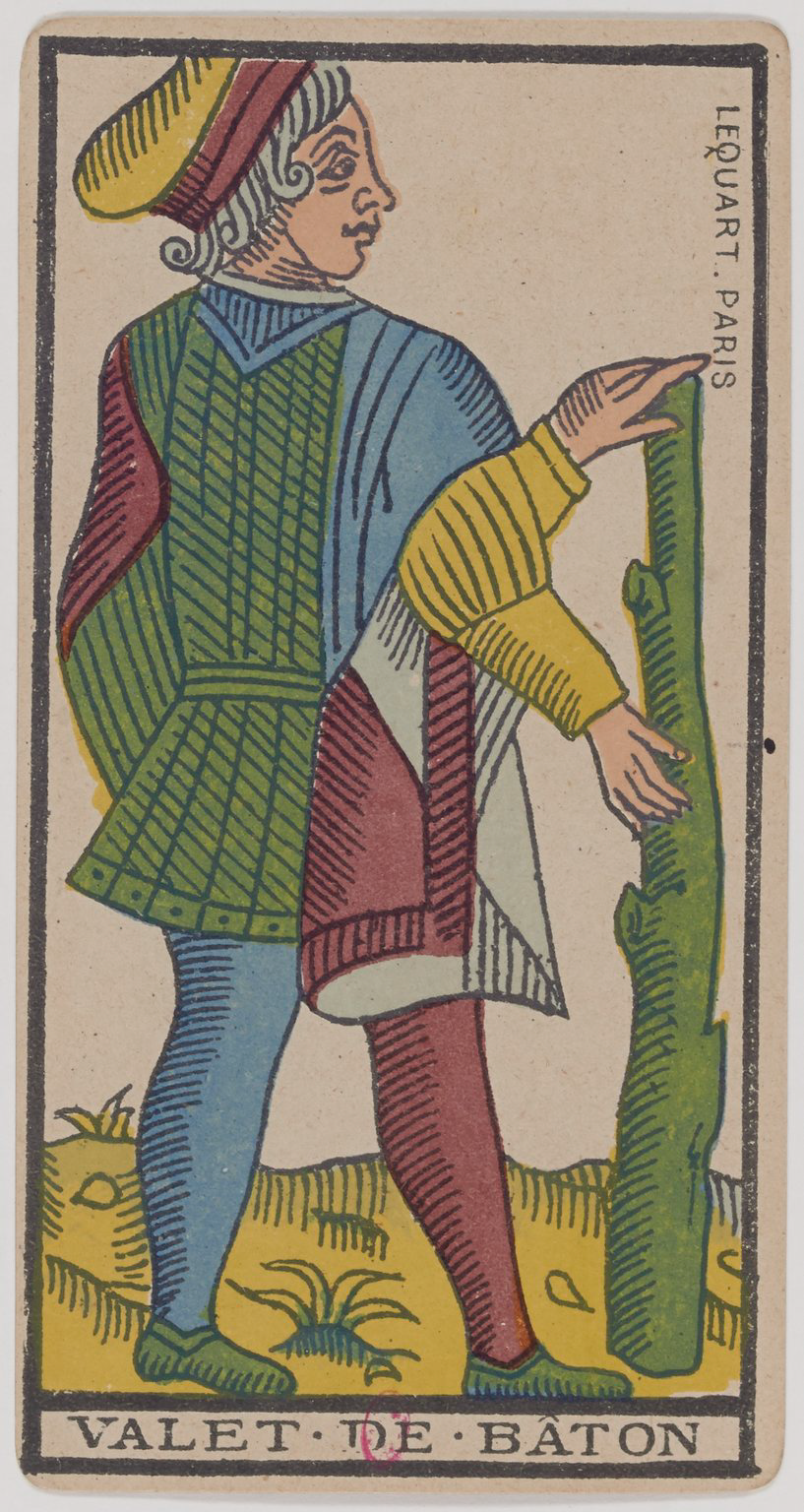
walet maczug
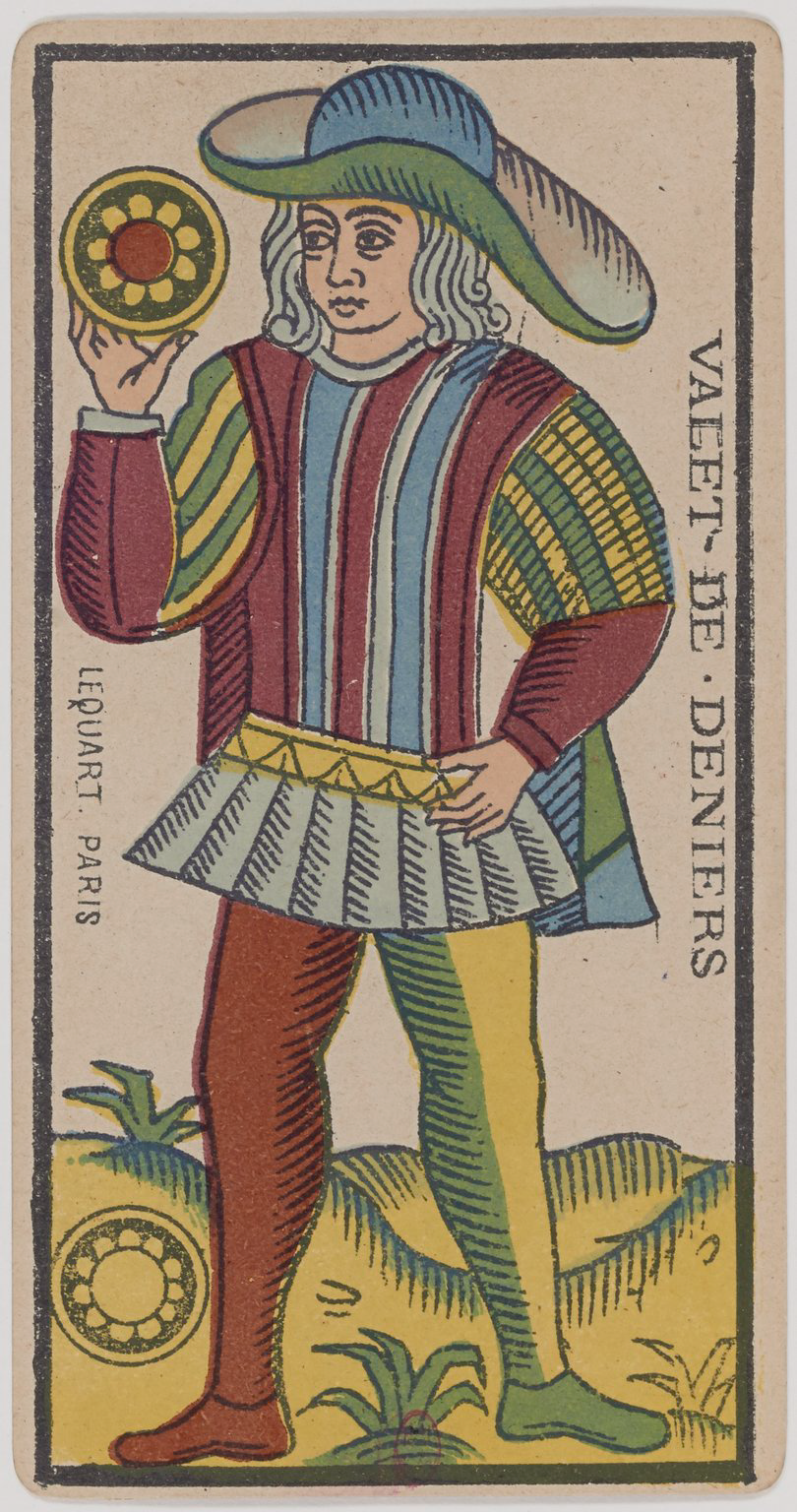
walet monet
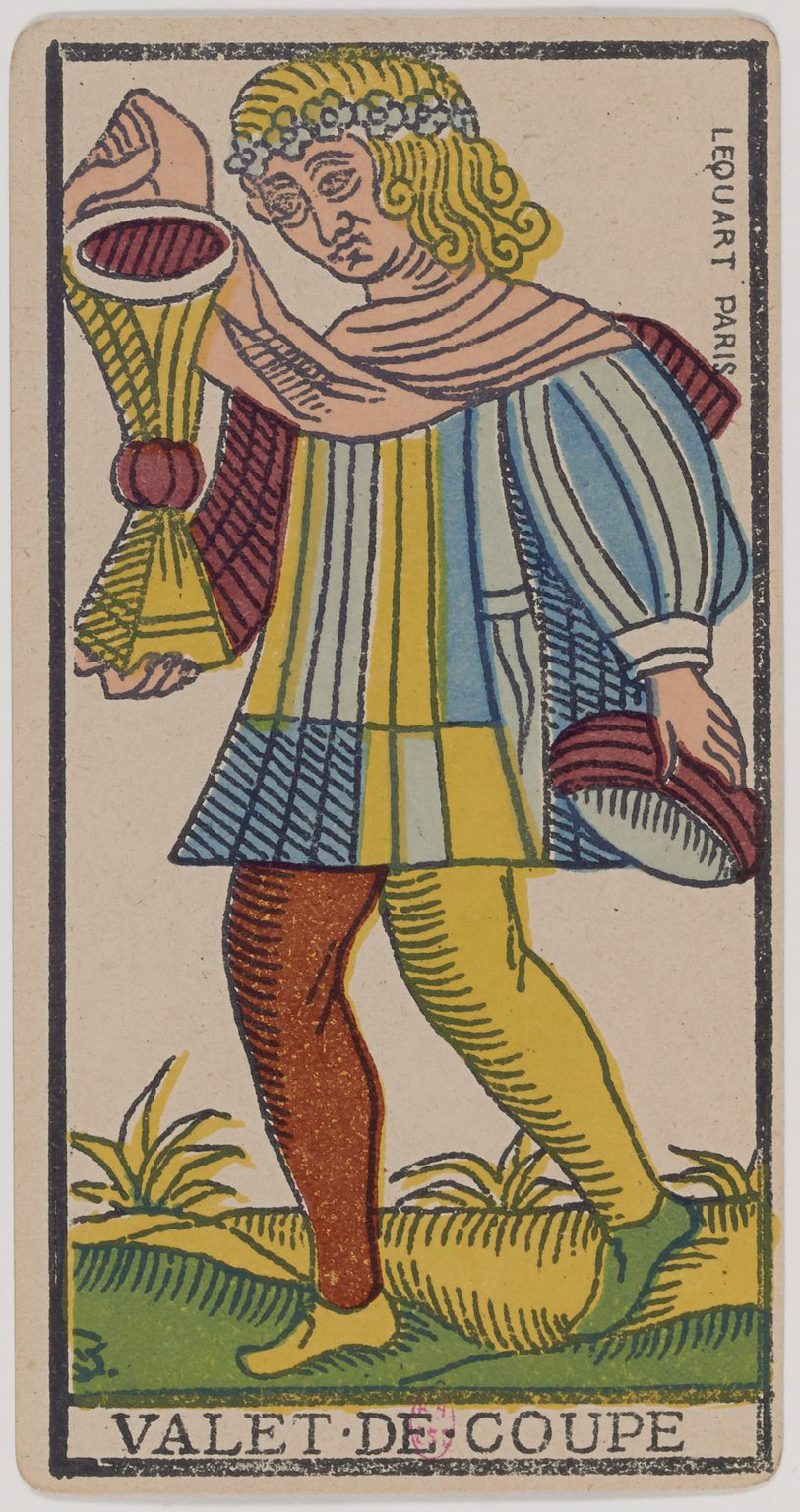
walet kielichów
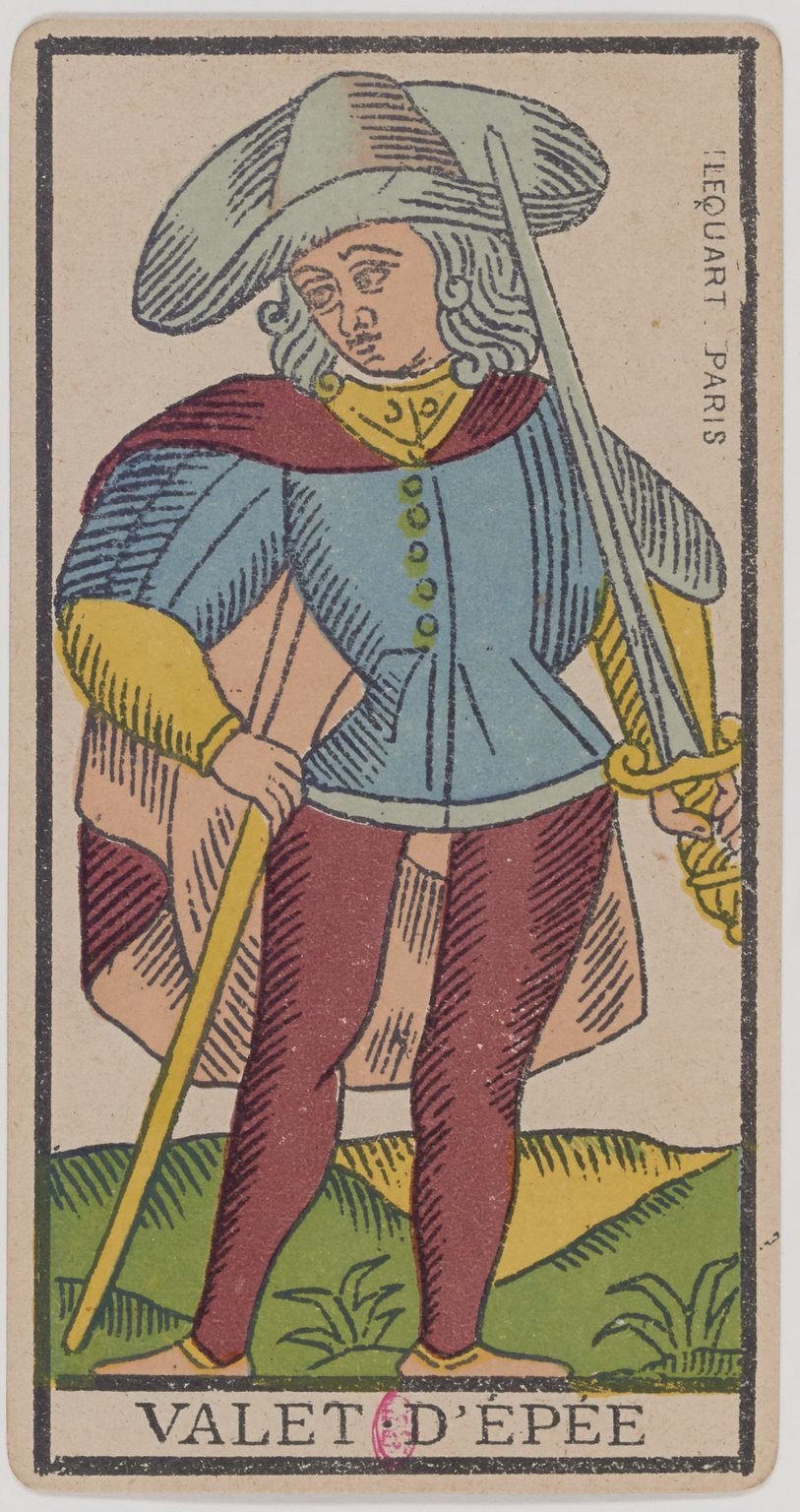
walet mieczy

- z tarota Minchiate

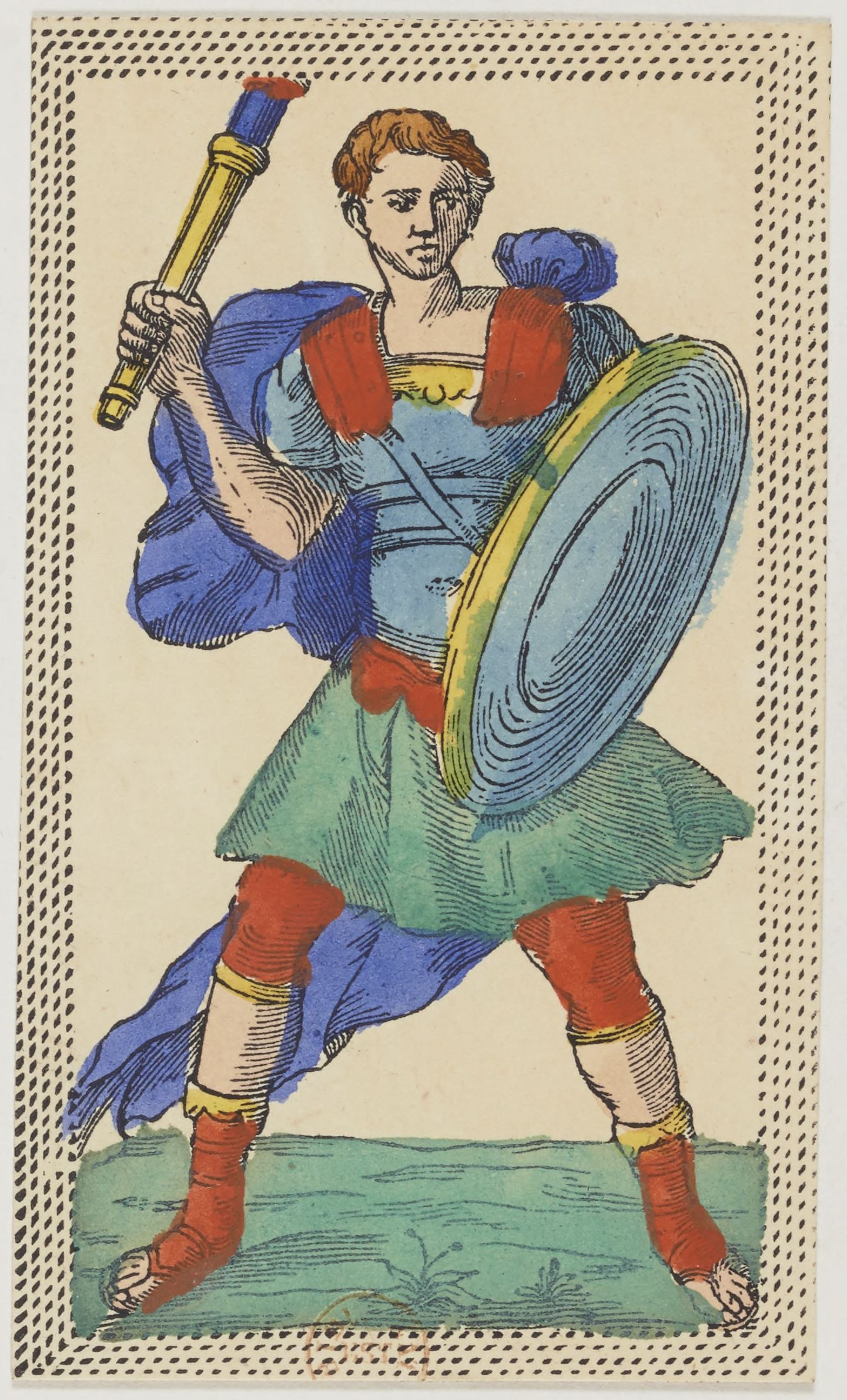
walet maczug
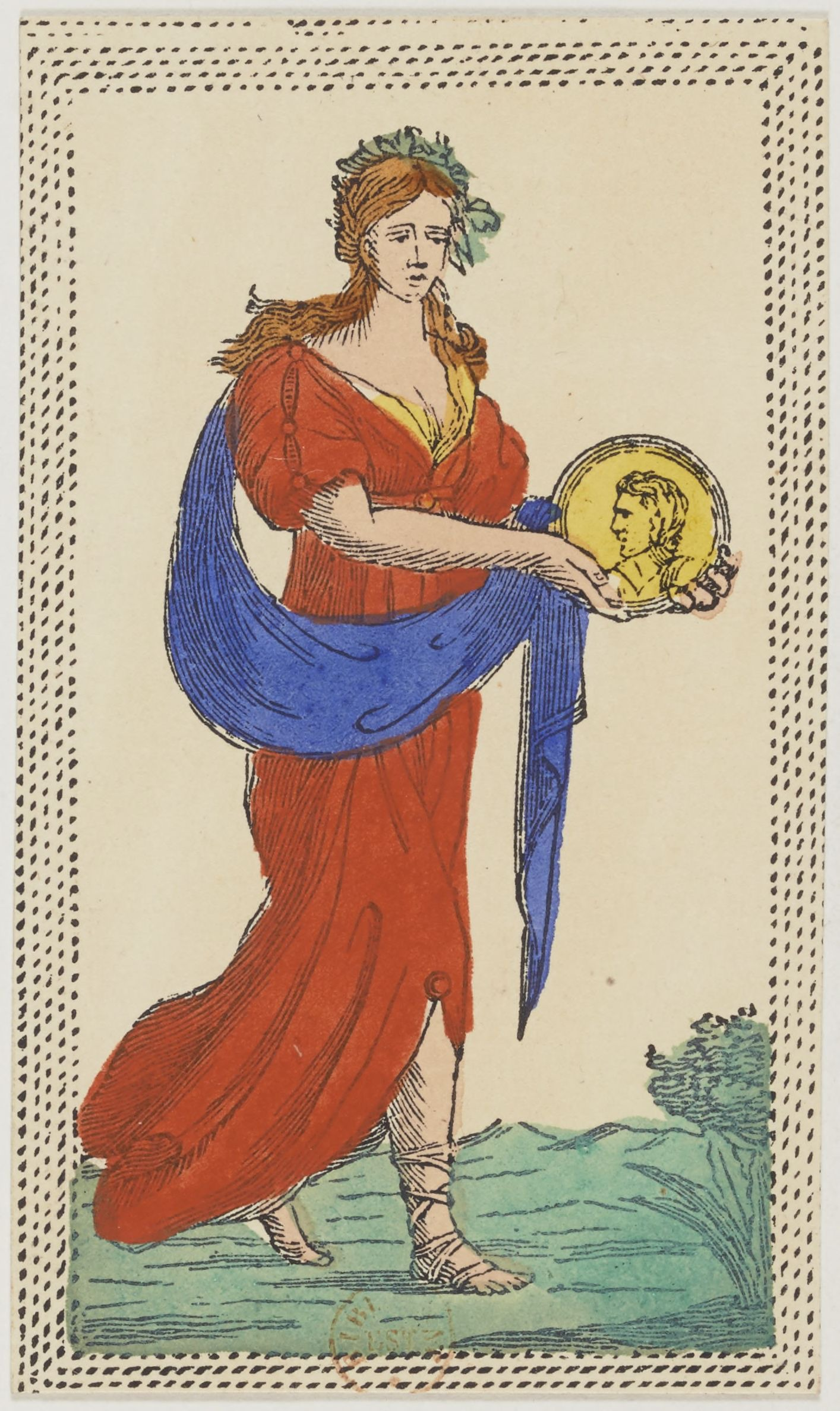
walet monet
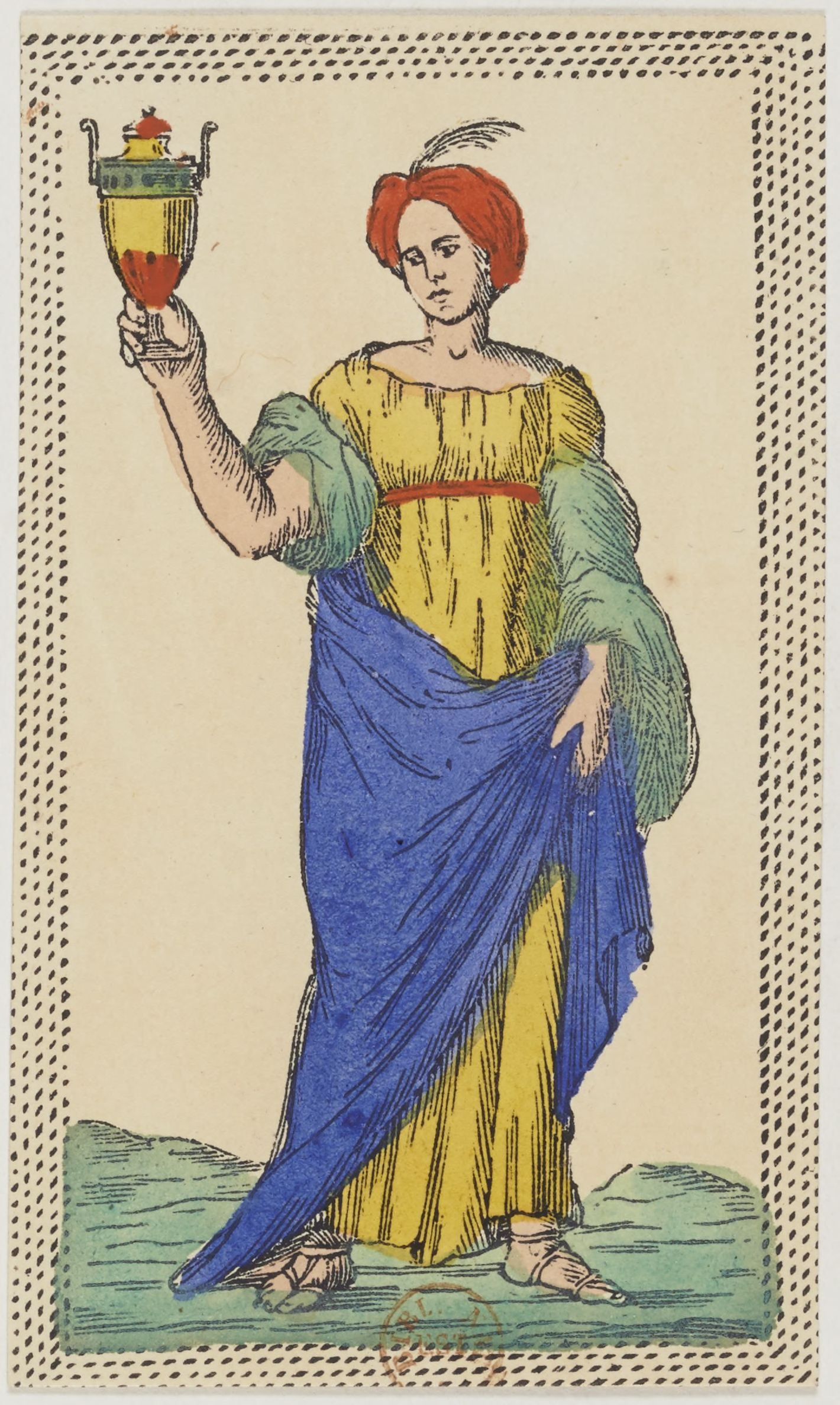
walet kielichów
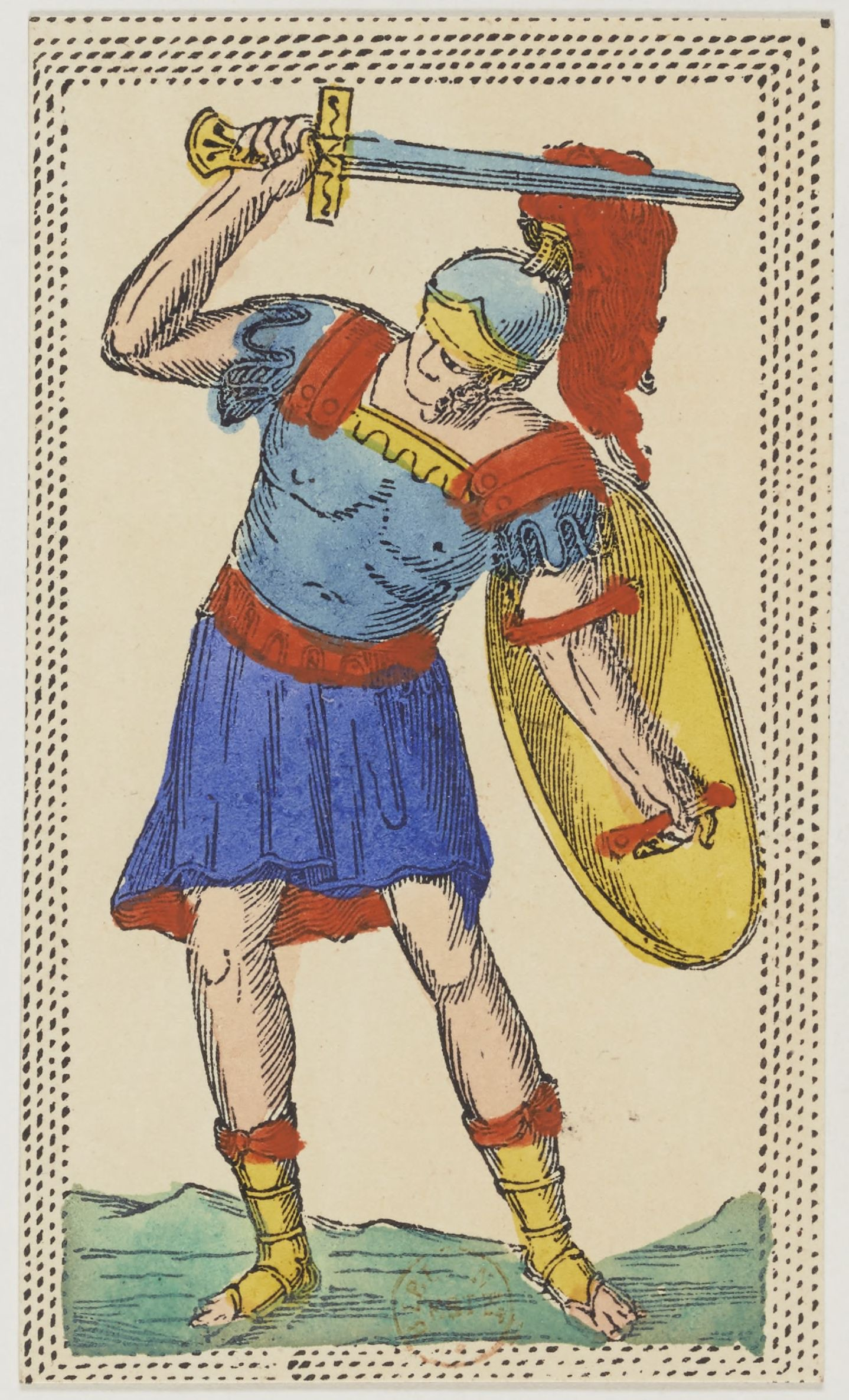
walet mieczy

- ze wzoru neapolitańskiego

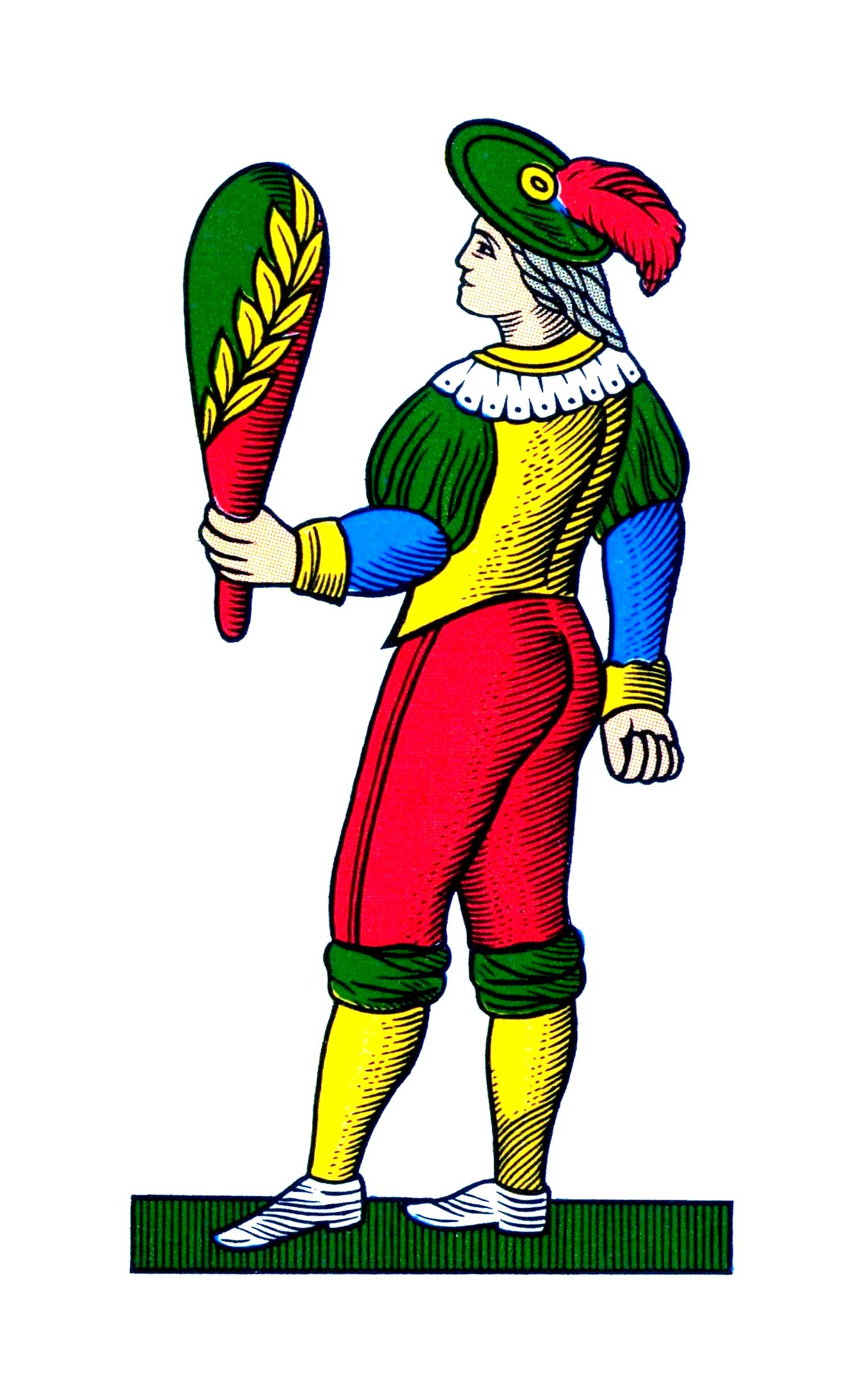
walet maczug
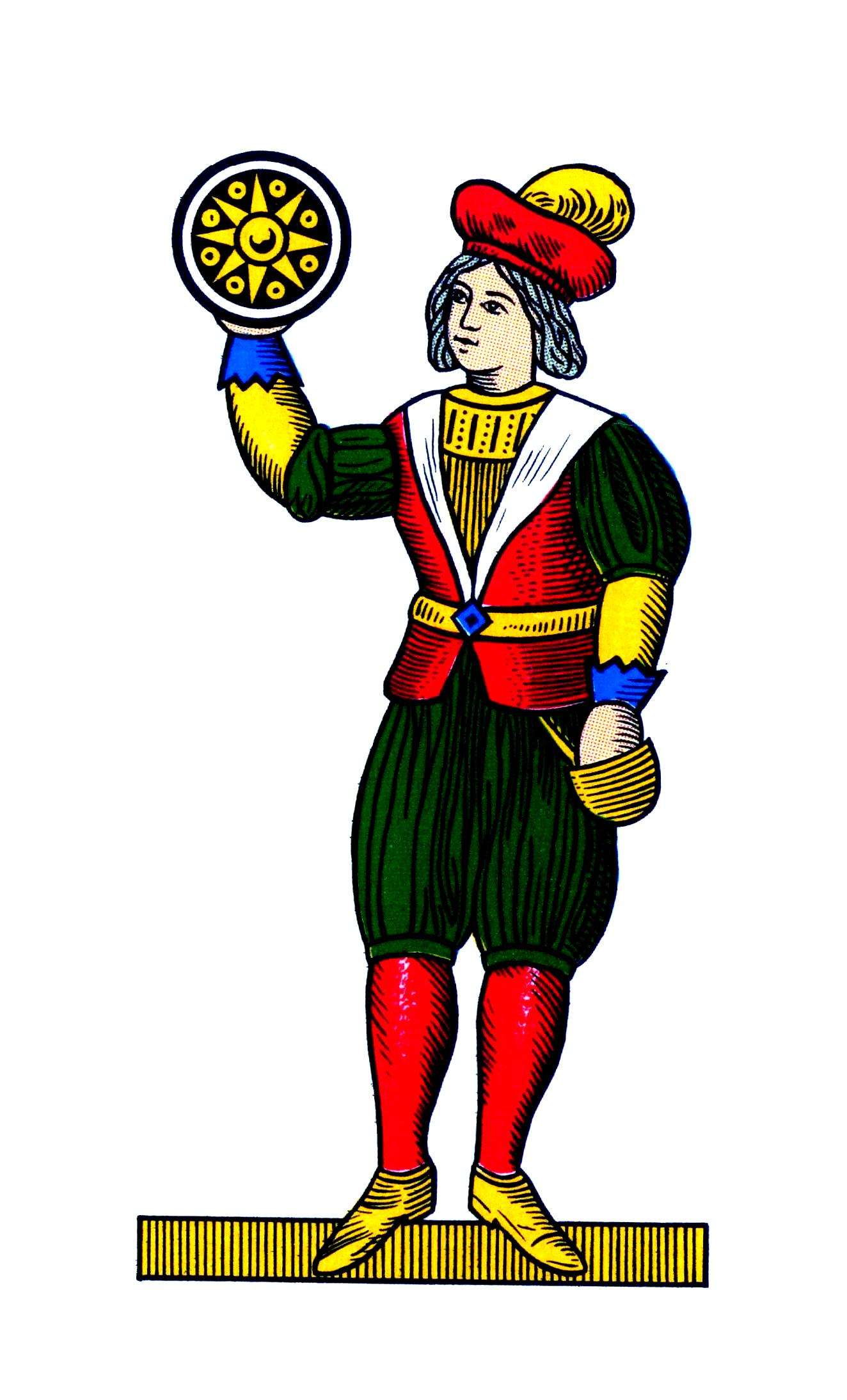
walet monet
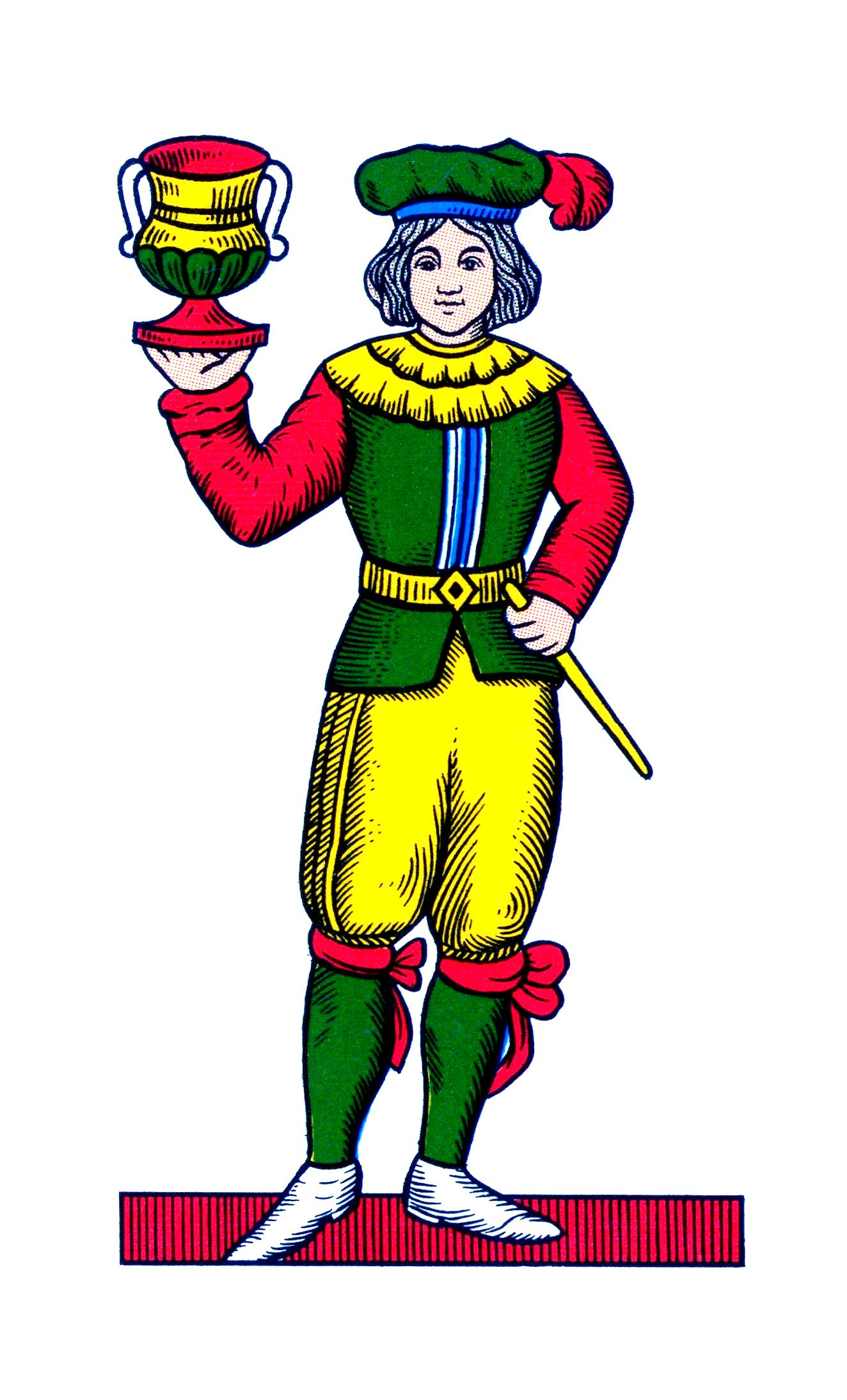
walet kielichów
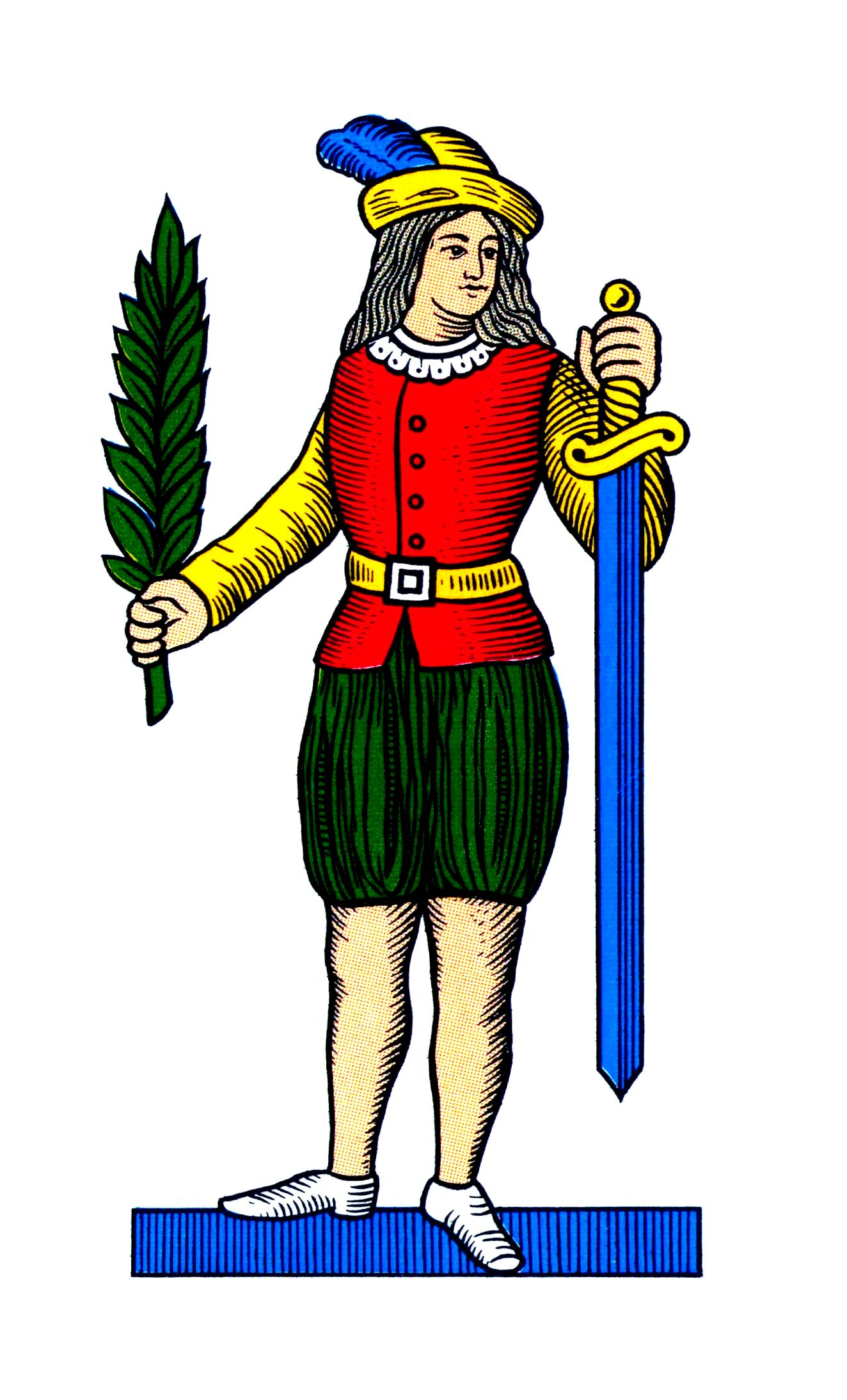
walet mieczy

- ze wzoru sycylijskiego

- pani maczug
- pani monet
- pani kielichów
- pani mieczy

- ze wzoru katalońskiego

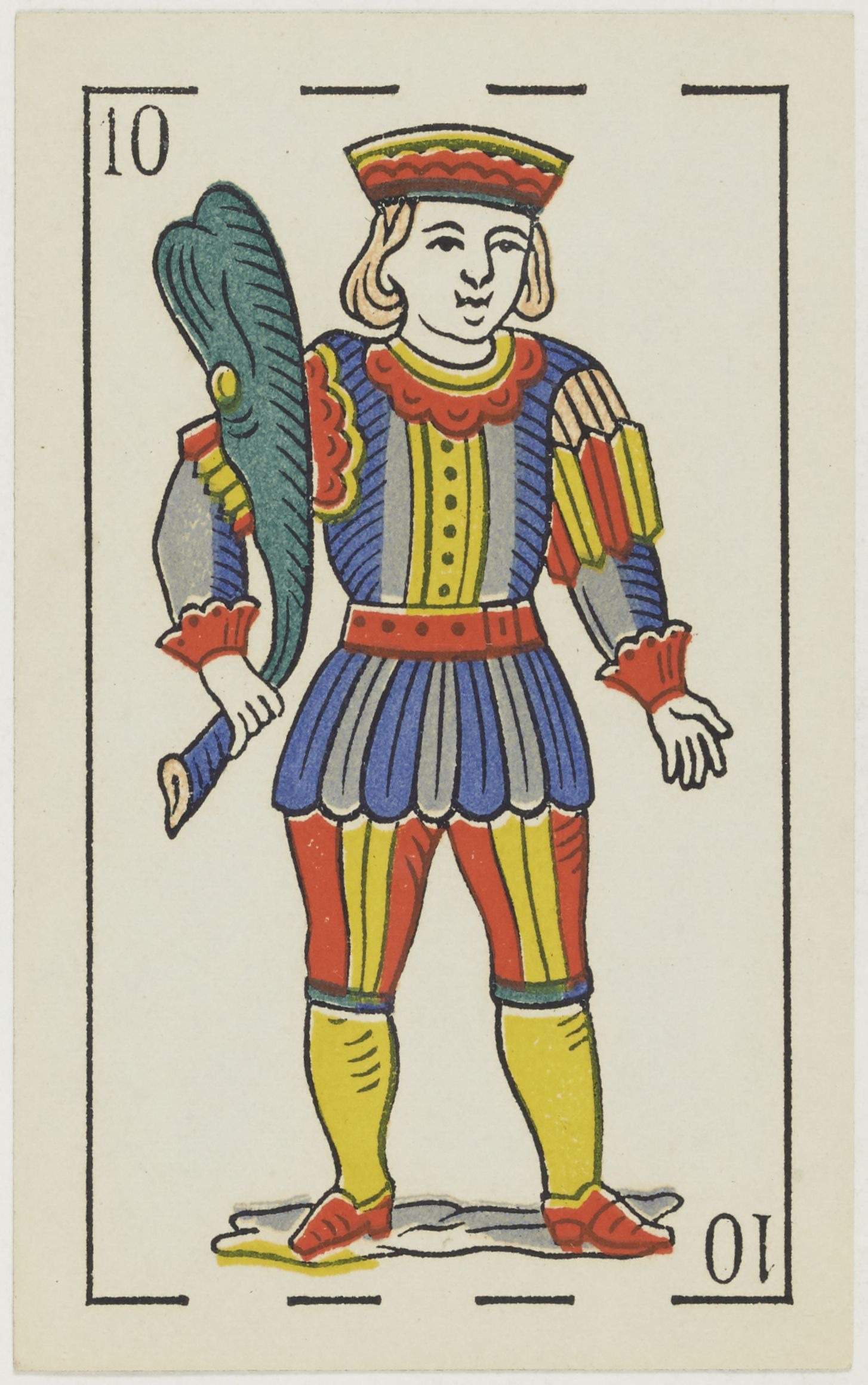
walet maczug
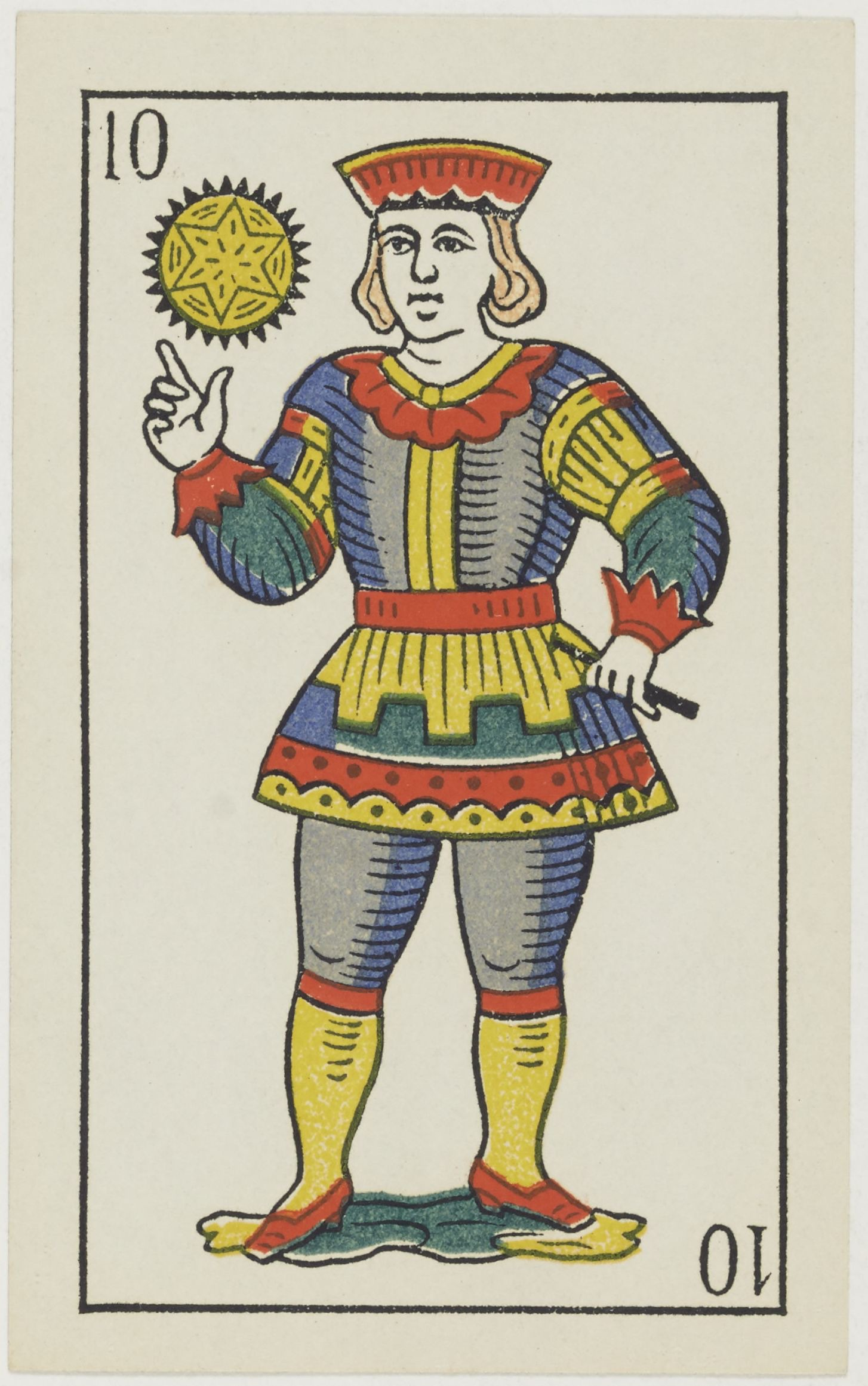
walet monet
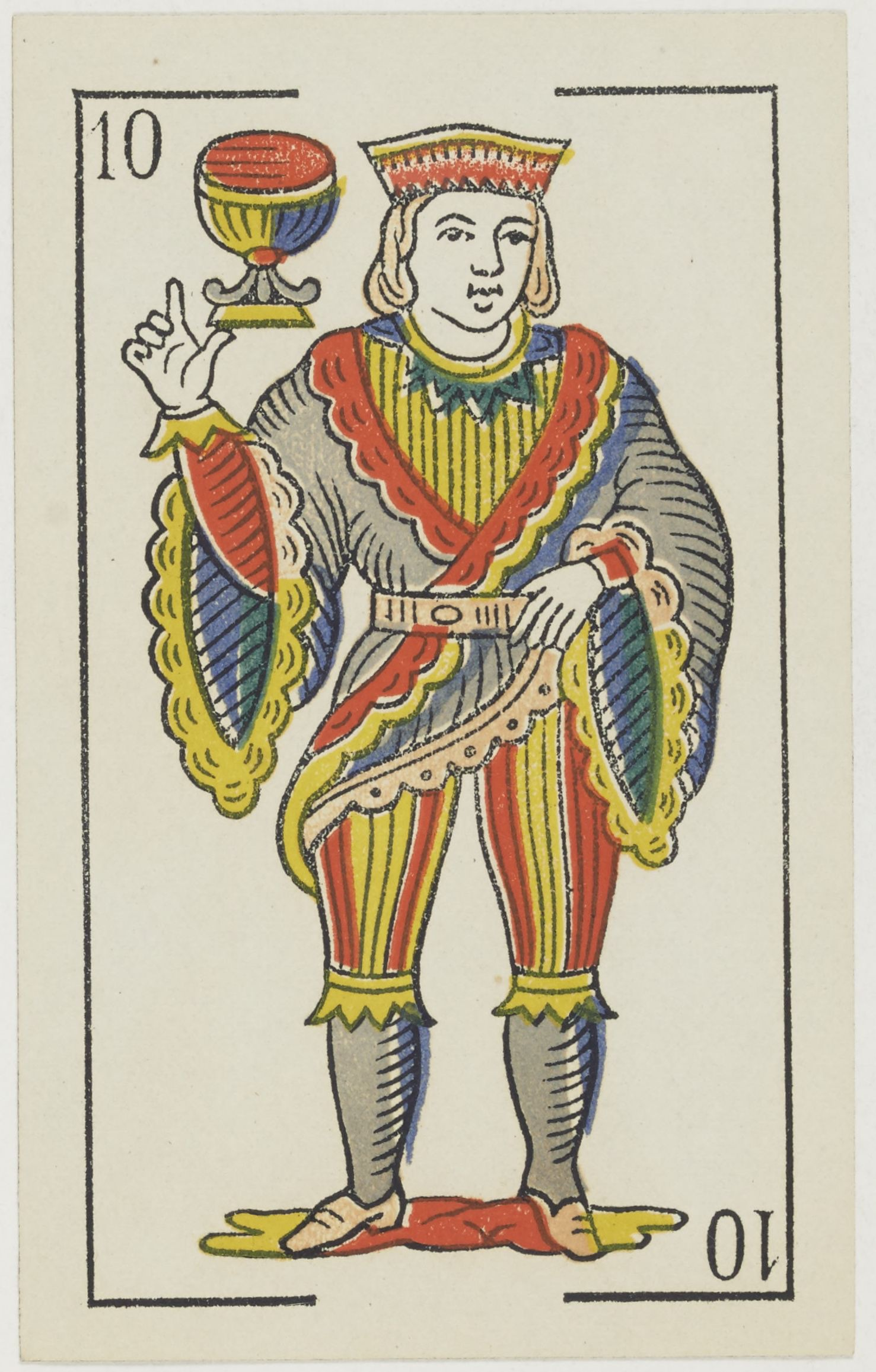
walet kielichów
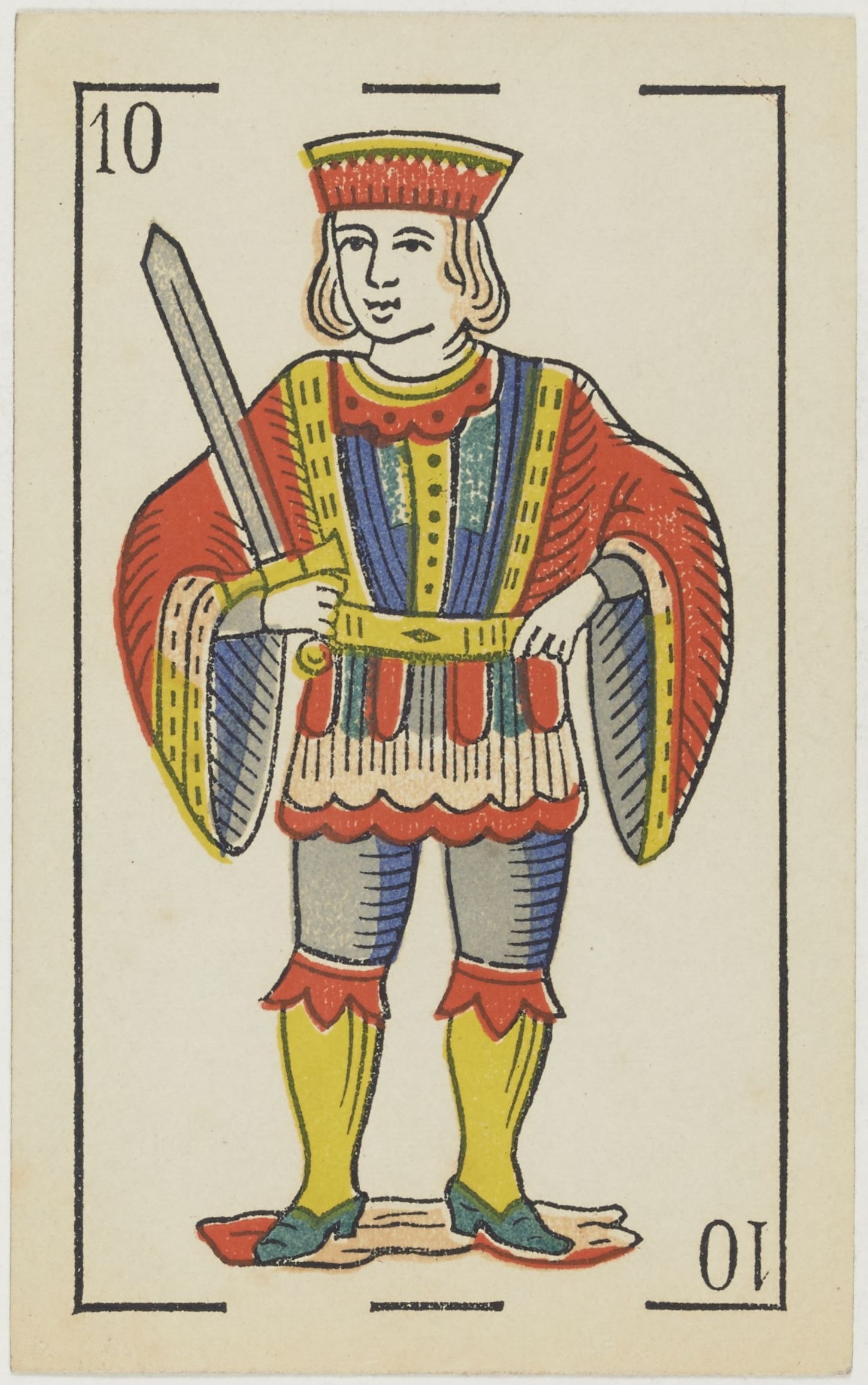
walet mieczy

- z talii Aluette

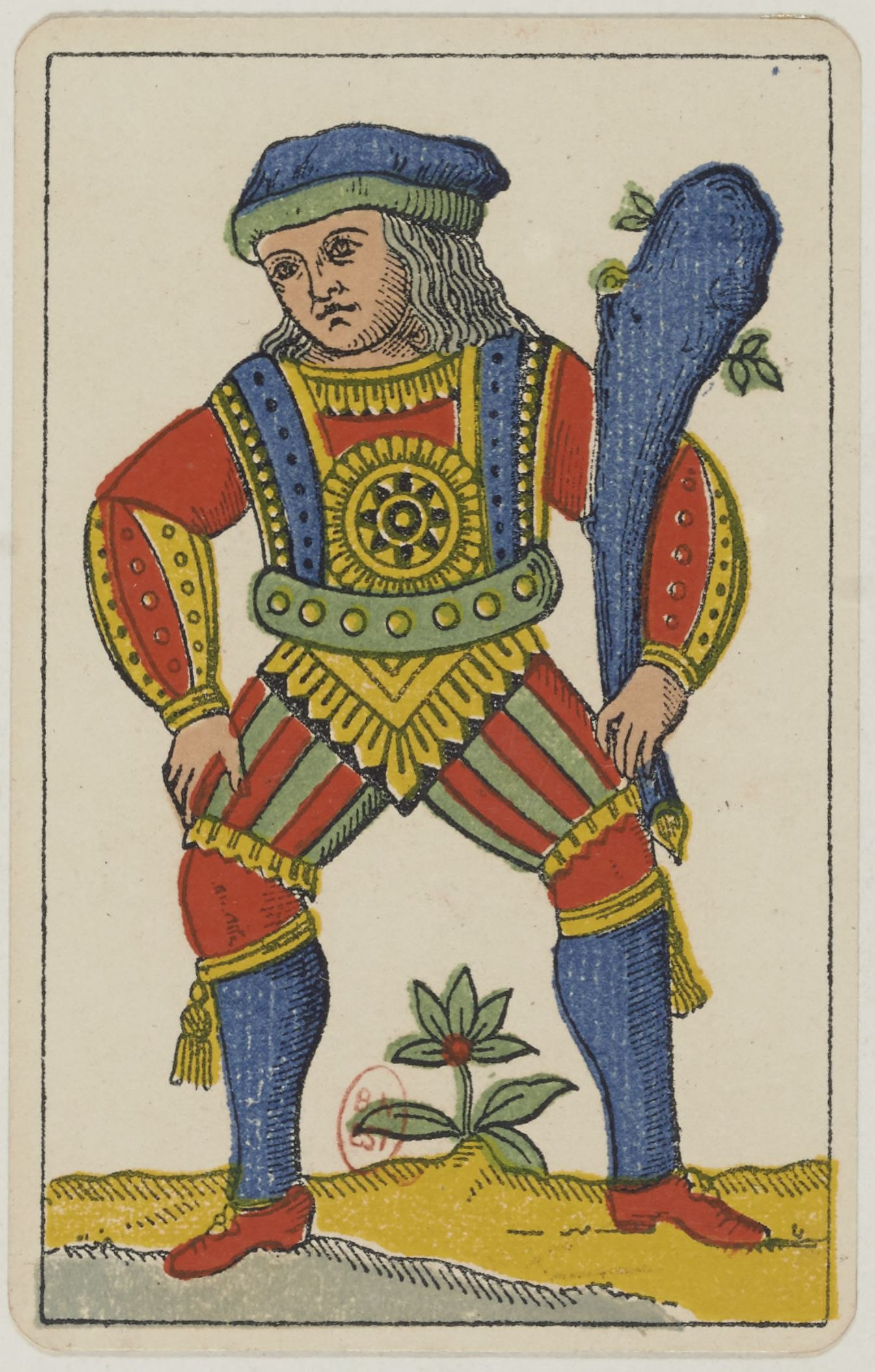
walet maczug
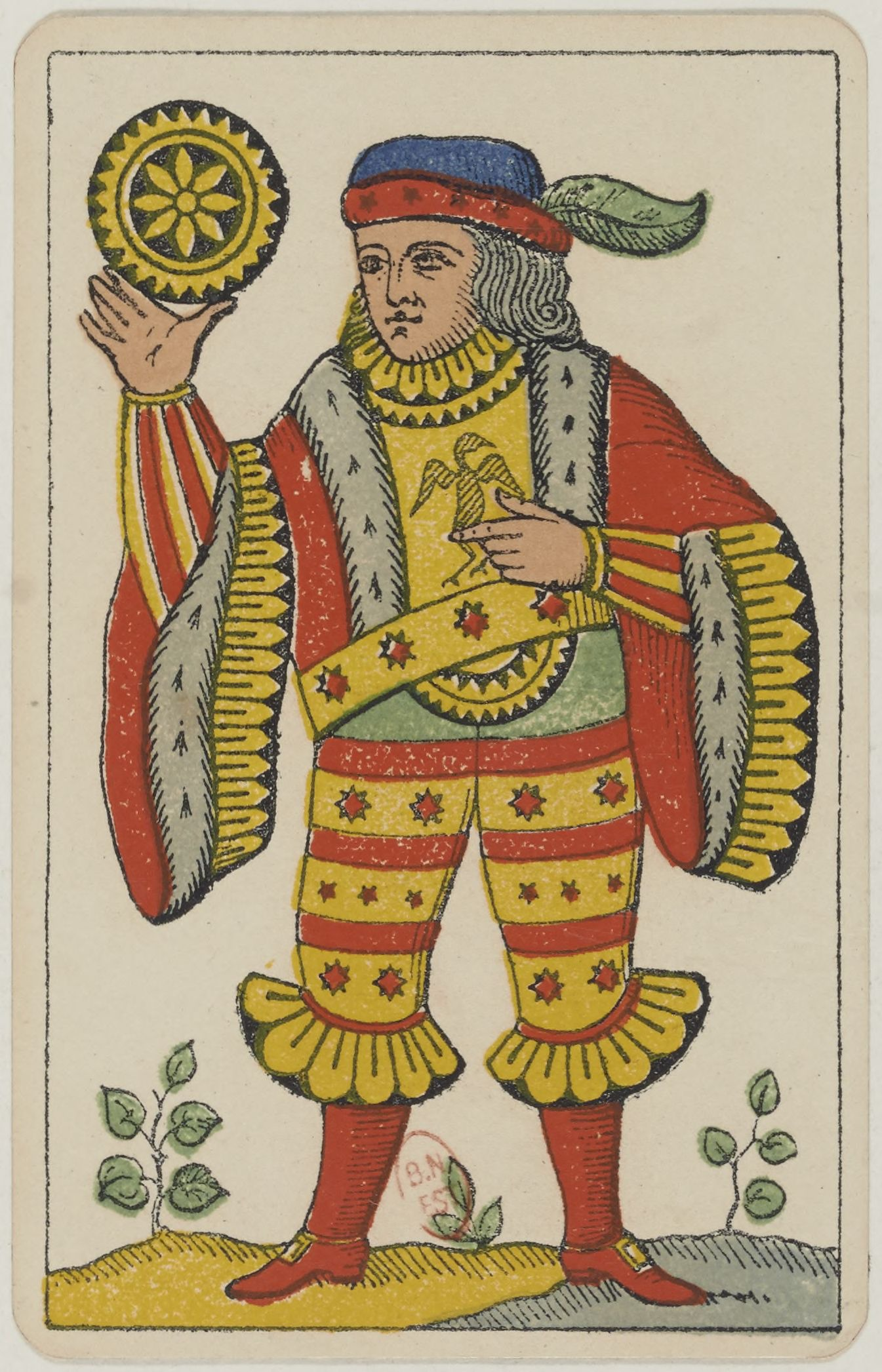
walet monet
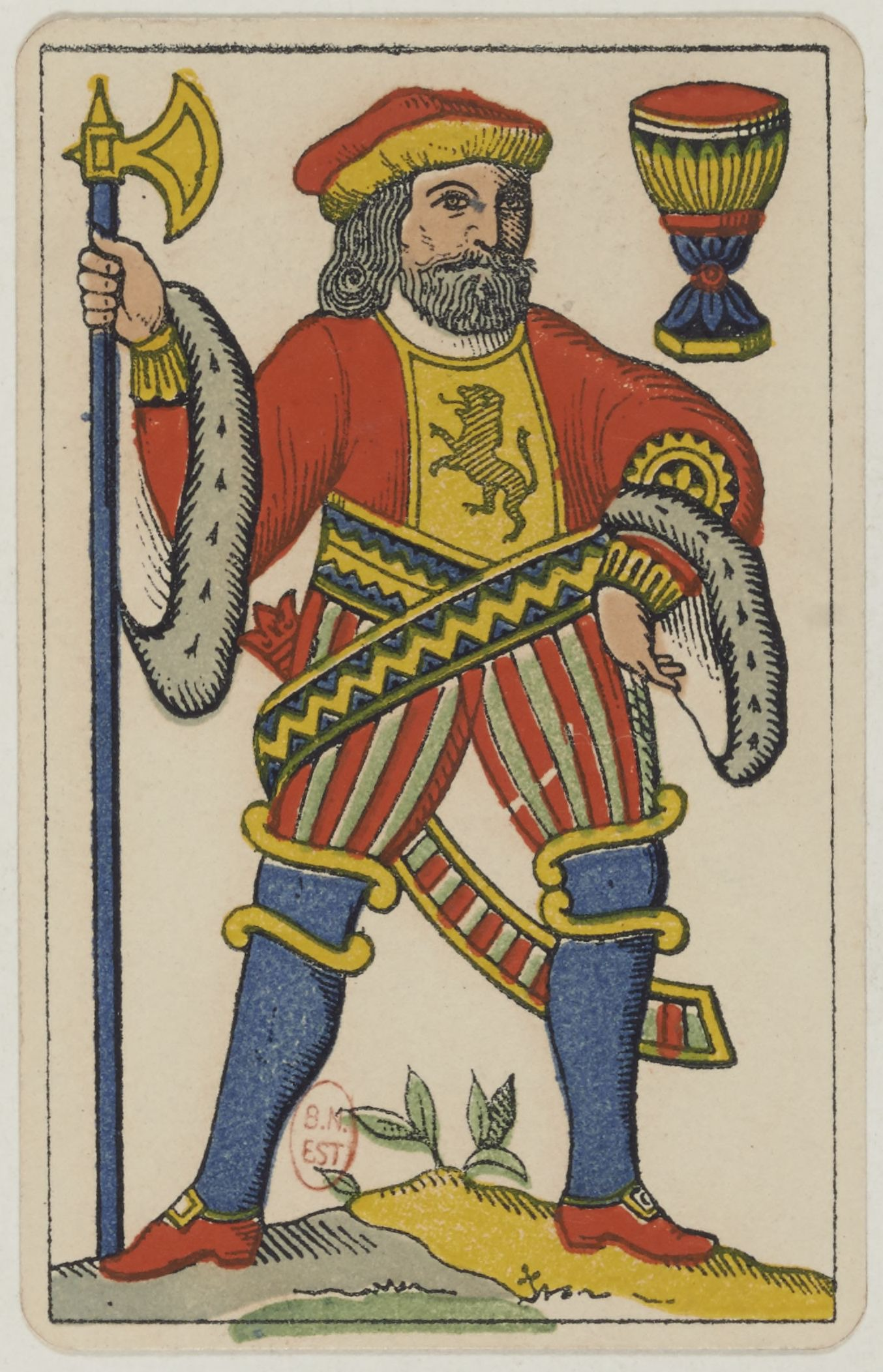
walet kielichów
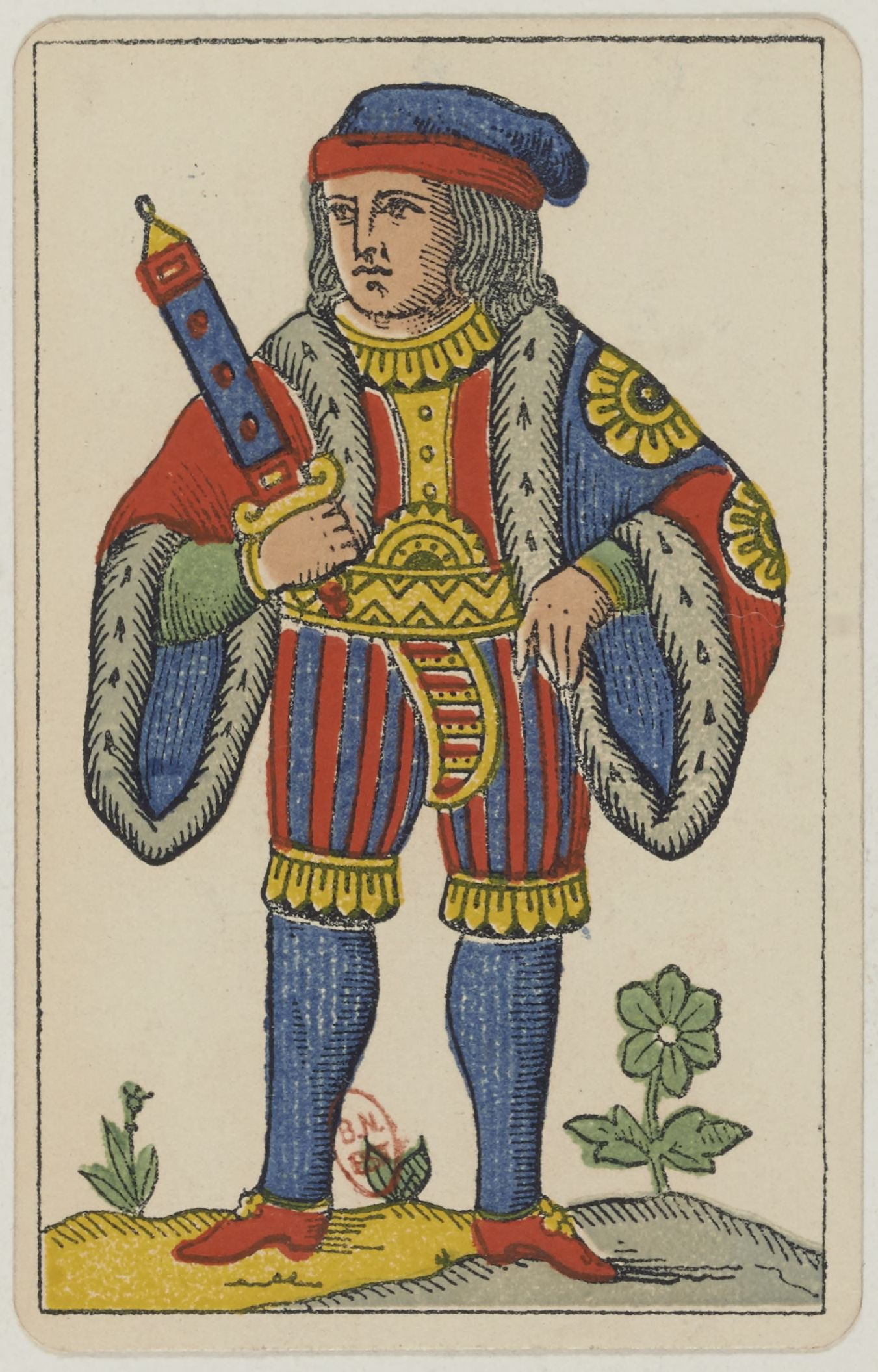
walet mieczy

- ze wzoru rzymskiego

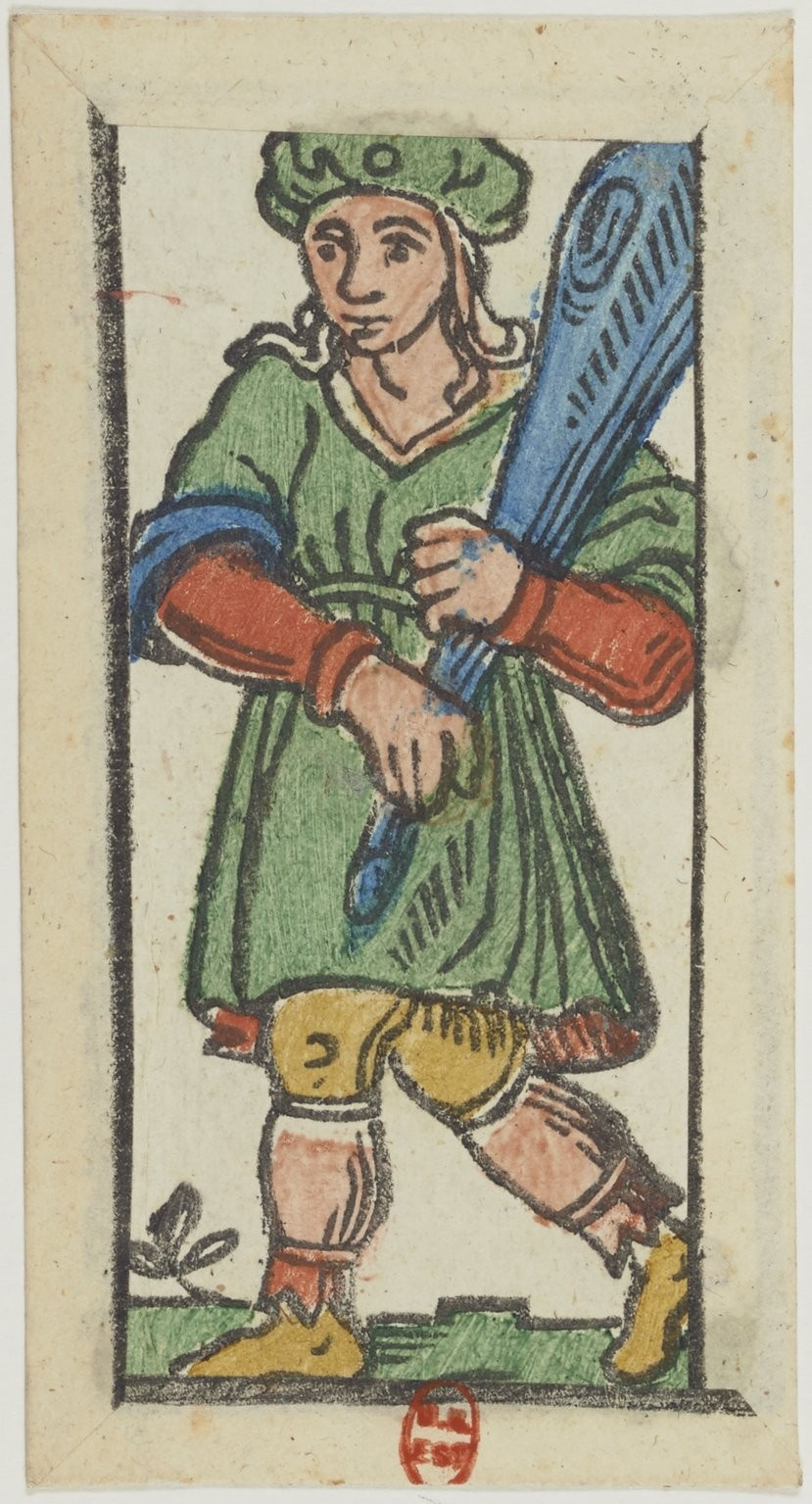
walet maczug
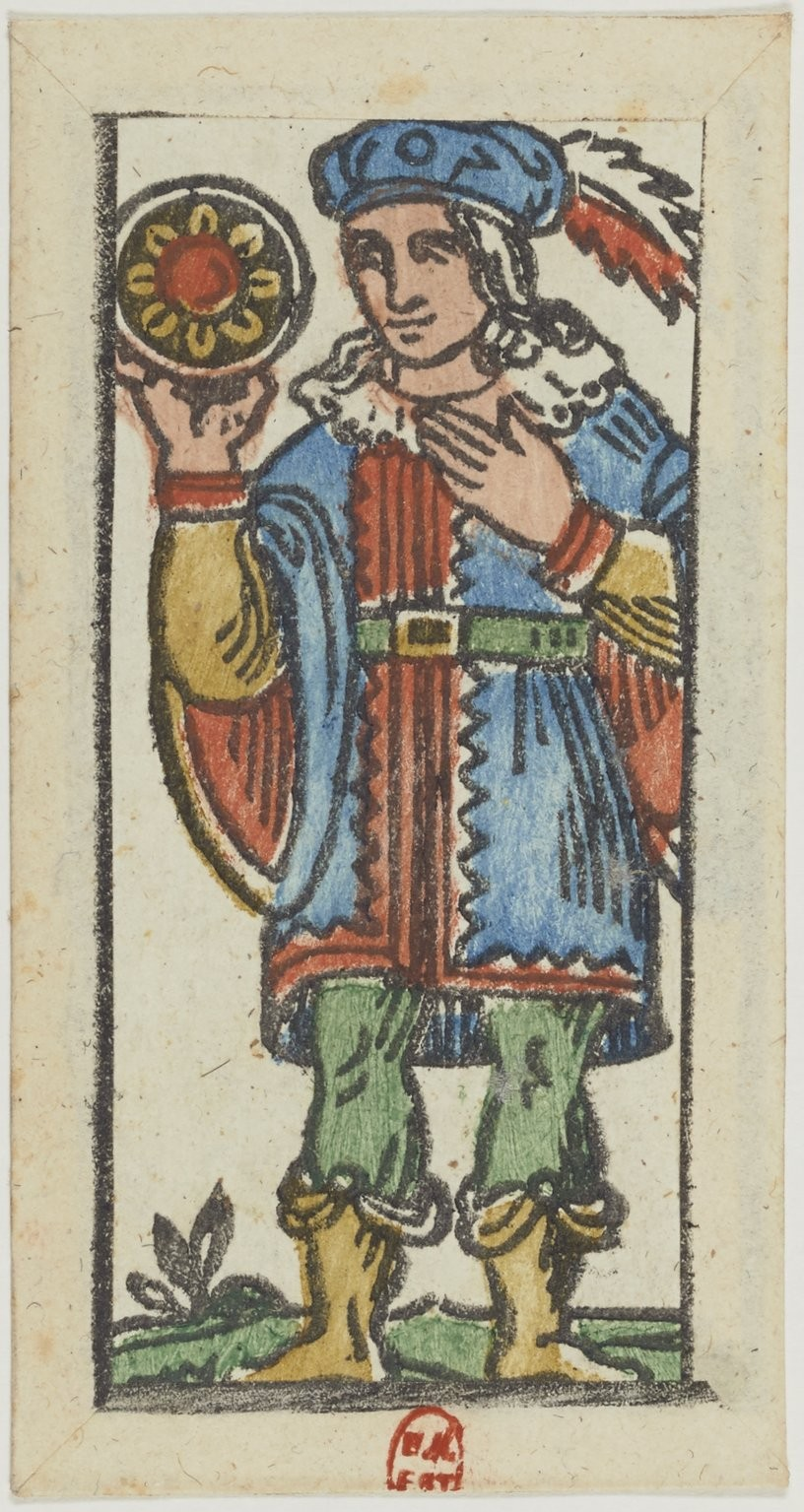
walet monet
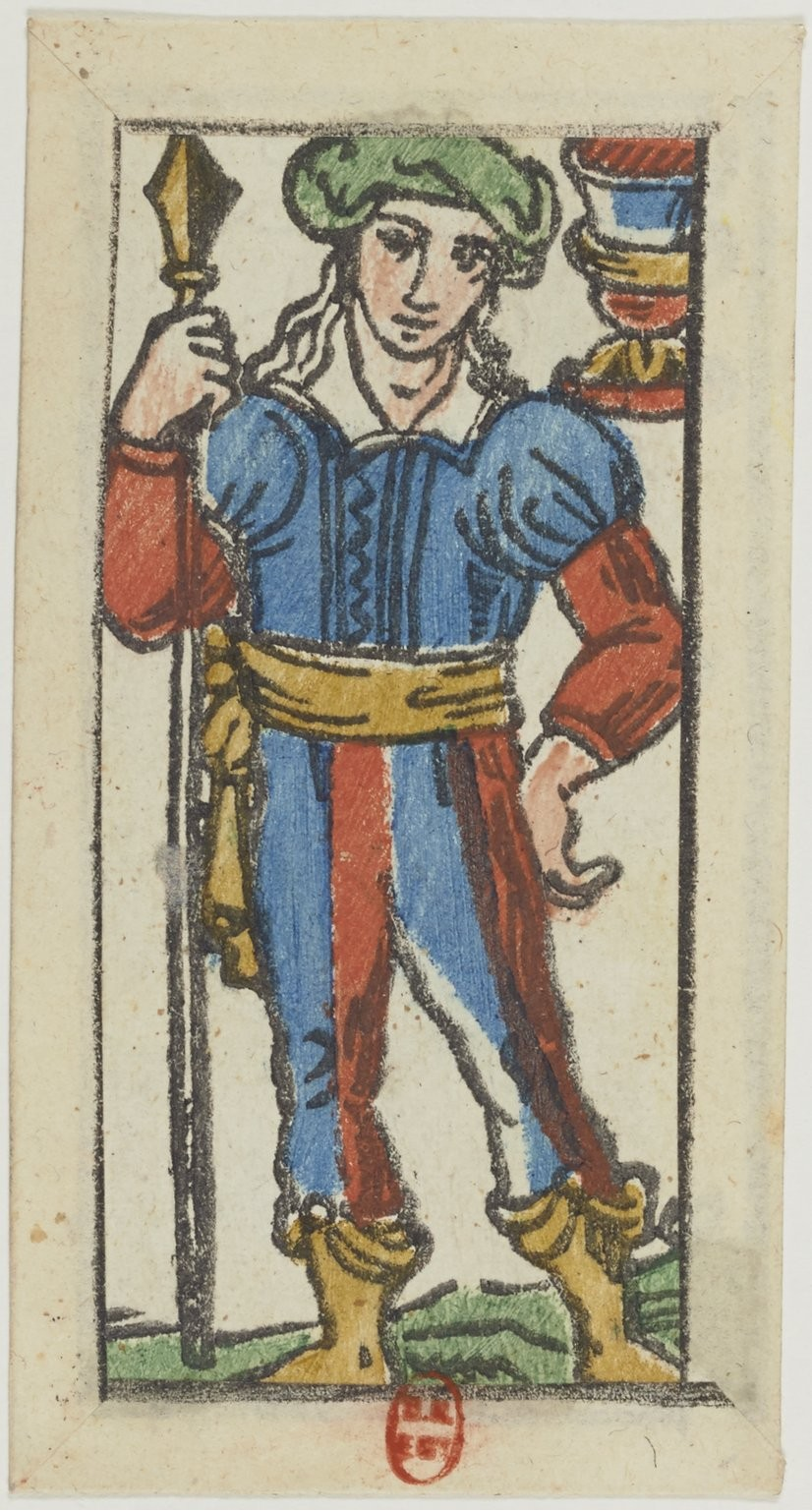
walet kielichów
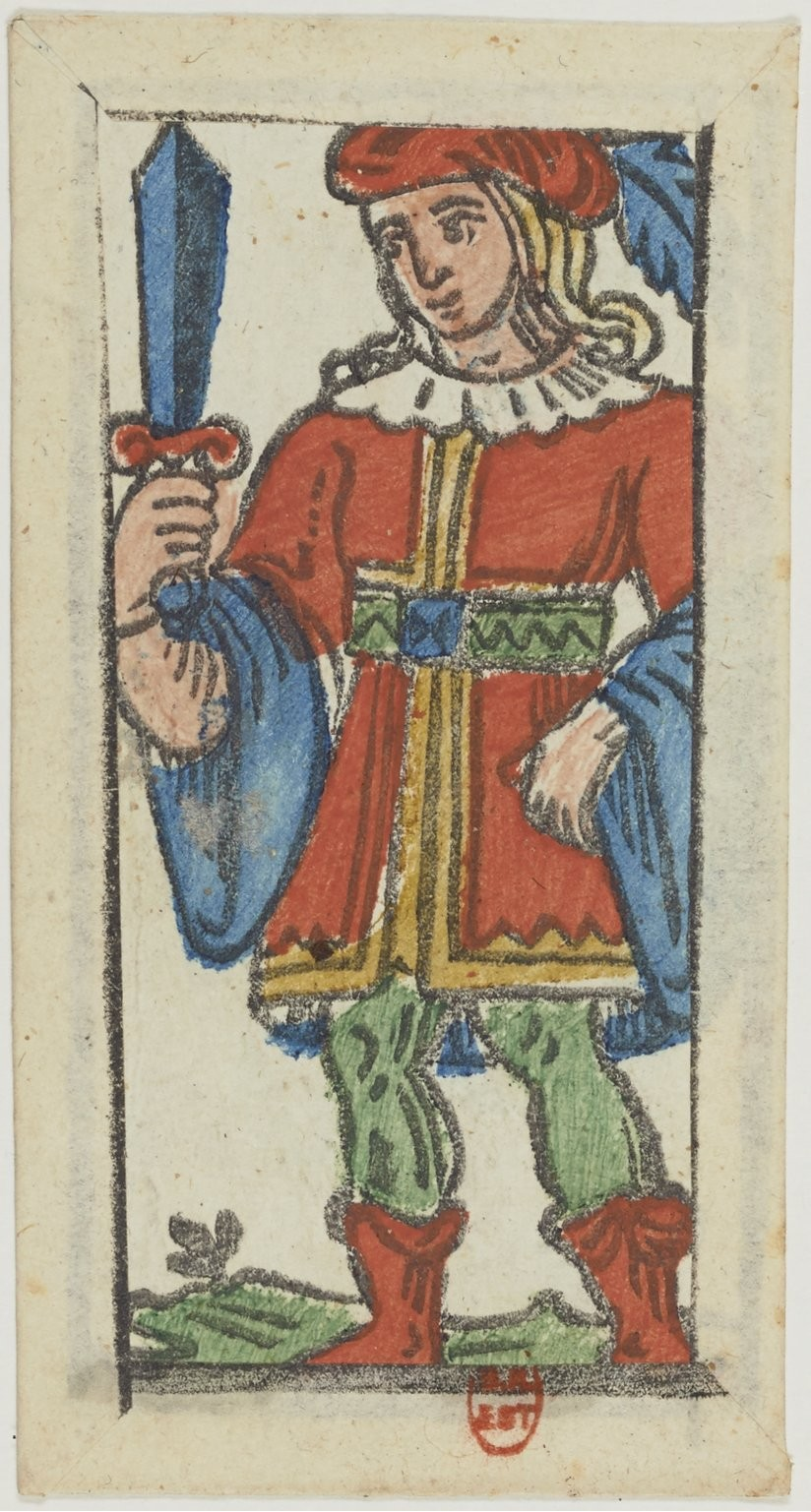
walet mieczy